# Liste der Baudenkmäler in Herford
Die Liste der Baudenkmäler in Herford enthält die denkmalgeschützten Bauwerke auf dem Gebiet der Stadt Herford im Kreis Herford in Nordrhein-Westfalen (Stand: Dezember 2019). Diese Baudenkmäler sind in der Denkmalliste der Stadt Herford eingetragen; Grundlage für die Aufnahme ist das Denkmalschutzgesetz Nordrhein-Westfalen (DSchG NRW).

## Baudenkmäler
| Bild                                                          | Bezeichnung | Lage                                                                   | Beschreibung | Bauzeit                                                      | Eingetragen seit                         | Denkmal- nummer |
| ------------------------------------------------------------- | --- | ---------------------------------------------------------------------- | --- | ------------------------------------------------------------ | ---------------------------------------- | --------------- |
| BW                                                            | Wohnhaus | Ahmser Straße 8 Karte                                                  | Risalit, Fachwerkschmuck |                                                              | 6. Juni 1989                             | 278             |
| Wohnhaus                                                      | Wohnhaus | Ackerstraße 18 Karte                                                   | Fachwerkhaus | 19. Jahrhundert                                              | 3. Juni 1998                             | 446             |
|                                                               | Landesgrenzstein                                                                                                  | Alter Grenzweg                                                         | |                                                              | 23. September 1987                       | 223             |
| weitere Bilder                                                | Wohn- und Geschäftshaus, Fassade                                                                                  | Alter Markt 1–3 Karte                                                  | Tudorgotik | 1900                                                         | 6. Juni 1989                             | 274             |
| Wohn- und Geschäftshaus, Fassade                              | Wohn- und Geschäftshaus, Fassade                                                                                  | Alter Markt 2 Karte                                                    | Spätklassizismus | 1860                                                         | 13. März 1985                            | 86              |
| Wohn- und Geschäftshaus, Fassade                              | Wohn- und Geschäftshaus, Fassade                                                                                  | Alter Markt 4 Karte                                                    | Neorenaissance | 1873                                                         | 13. März 1985                            | 87              |
| Wohn- und Geschäftshaus, Fassade                              | Wohn- und Geschäftshaus, Fassade                                                                                  | Alter Markt 5 Karte                                                    | Spätklassizismus | 1909                                                         | 6. Juni 1989                             | 275             |
| BW                                                            | Wohn- und Geschäftshaus, Fassade                                                                                  | Alter Markt 7 Karte                                                    | Neobarock | 1896                                                         | 13. März 1985                            | 88              |
| Wohn- und Geschäftshaus                                       | Wohn- und Geschäftshaus                                                                                           | Alter Markt 10 Karte                                                   | Jugendstil | 1910/11                                                      | 13. März 1985 (OG) 12. Februar 1992 (EG) | 89              |
| Wohn- und Geschäftshaus, Fassade                              | Wohn- und Geschäftshaus, Fassade                                                                                  | Alter Markt 11 Karte                                                   | Klassizismus, Jugendstil | um 1900                                                      | 6. Juni 1989                             | 276             |
| weitere Bilder                                                | Bauernhaus | Alter Postweg 95–99 Karte                                              | Spätform des traditionellen Vierständer-Hallenhauses                                                                                               | um 1900                                                      | 17. November 2004                        | 464             |
| weitere Bilder                                                | Fachwerktraufenhaus                                                                                               | Alter Postweg 114 Karte                                                | Fachwerk | Ende 18. Jahrhundert                                         | 4. November 1986                         | 197             |
| weitere Bilder                                                | Fassaden des ehemaligen Empfangsgebäudes des Herforder Kleinbahnhofes                                             | Am Kleinbahnhof 5 Karte                                                | Historismus, Heimatschutzstil | um 1915                                                      | 21. Juni 1995                            | 419             |
| weitere Bilder                                                | Kreishaus | Amtshausstraße 2 Karte                                                 | Neorenaissance, Gesamtkonzeption | 1898                                                         | 21. Juni 1988                            | 228             |
| Einfriedung                                                   | Einfriedung | Amtshausstraße 2 Karte                                                 | |                                                              | 10. November 1993                        | 228             |
| Verwaltungsgebäude                                            | Verwaltungsgebäude                                                                                                | Amtshausstraße 2 Karte                                                 | Erweiterungsbau des historischen Kreishauses |                                                              | 29. November 2007                        | 471             |
| weitere Bilder                                                | Verwaltungsgebäude                                                                                                | Amtshausstraße 6 Karte                                                 | Jugendstil | um 1900                                                      | 10. November 1993                        | 384             |
| Fachwerkhaus                                                  | Fachwerkhaus | An den Teichen 30 Karte                                                | Vierständerhallenhaus mit Durchgangsdiele | Ende des 19. Jahrhunderts                                    | 9. Juli 2003                             | 462             |
| Wohn- und Wirtschaftsgebäude                                  | Wohn- und Wirtschaftsgebäude                                                                                      | An den Teichen 40 Karte                                                | Vierständerhallenhaus mit massiven Umfassungswänden                                                                                                | Anfang des 20. Jahrhunderts                                  | 27. November 2002                        | 460             |
| weitere Bilder                                                | ehemaliges Schulgebäude                                                                                           | An den Teichen 124 Karte                                               | Historismus | um 1900                                                      | 13. September 1995                       | 431             |
| Fachwerkhaus                                                  | Fachwerkhaus | An der Egge 8 Karte                                                    | Durchgangsdielenhaus | 1816 datiert mit Anbauten aus den Jahren 1900 und 1908       | 27. November 2002                        | 459             |
| BW                                                            | Holzgerüst des Fachwerknebengebäudes                                                                              | An der Egge 8 Karte                                                    | ehemaliges Backhaus einer Hofstelle aus Löhne |                                                              | 14. September 2005                       | 459             |
| Fachwerkhofhaus                                               | Fachwerkhofhaus                                                                                                   | An der Egge 29 Karte                                                   | Vierständerhallenhaus, 1912 von Löhne nach Herford transloziert                                                                                    | 1860                                                         | 21. November 2001                        | 458             |
| Nebengebäude der Hofanlage                                    | Nebengebäude der Hofanlage                                                                                        | An der Egge 29 Karte                                                   | Scheune Stallgebäude Kleinwohnhaus (ehemaliger Hühnerstall)                                                                                        | 1896 1937 1950                                               | 11. April 2002                           | 458             |
| weitere Bilder                                                | Volksbank | Arndtstraße 10 Karte                                                   | Neorenaissance, Eckturm | nach 1907                                                    | 3. Juni 1986                             | 169             |
| Heuerlingshaus                                                | Heuerlingshaus | Auf dem Dudel 71 Karte                                                 | | 1829                                                         | 22. November 1988                        | 264             |
| BW                                                            | Autobahnbrücke A2                                                                                                 | Auf dem Schlingkamp Karte                                              | | 1938/39                                                      | 5. Mai 1990                              | 329             |
| weitere Bilder                                                | ehemaliges Hauptpostamt                                                                                           | Auf der Freiheit 1 Karte                                               | (posttypische) Neorenaissance | 1894/95                                                      | 11. Juni 1982                            | 55              |
| weitere Bilder                                                | Amtsgericht | Auf der Freiheit 7 Karte                                               | Spätklassizismus | 1874                                                         | 4. November 1981                         | 14              |
| weitere Bilder                                                | Technisches Rathaus                                                                                               | Auf der Freiheit 21 Karte                                              | Expressionismus | 1928/29                                                      | 29. Mai 1985                             | 125             |
| Fachwerktraufenhaus                                           | Fachwerktraufenhaus                                                                                               | Auf der Heide 70 Karte                                                 | Deele, Deelentor | 1809                                                         | 12. Dezember 1989                        | 321             |
| BW                                                            | Fachwerkkotten | Auf der Naht 66 Karte                                                  | | 1857                                                         | 5. Juni 1990 gelöscht                    | 334             |
| weitere Bilder                                                | Wohnhaus (Villa) einschließlich Einfriedung                                                                       | Augustastraße 3 Karte                                                  | „Heimatstilarchitektur“ | um 1950                                                      | 7. Juni 2000                             | 452             |
| weitere Bilder                                                | Wohnhaus (Villa) einschließlich Einfriedung                                                                       | Augustastraße 4 Karte                                                  | Später Historismus | 1904/05                                                      | 7. Juni 2000                             | 453             |
| weitere Bilder                                                | Villa | Augustastraße 5 Karte                                                  | Eckturm, Zwerchhausgiebel | 1905                                                         | 22. November 1988                        | 246             |
| weitere Bilder                                                | Villa | Augustastraße 7 Karte                                                  | schlichter Putzbau | 1935                                                         | 11. April 2002                           | 460             |
| weitere Bilder                                                | Villa | Augustastraße 9 Karte                                                  | Neobarocke Fassade | 1910                                                         | 22. November 1988                        | 247             |
| weitere Bilder                                                | Villa | Augustastraße 10 Karte                                                 | Jugendstilornamentik | 1911                                                         | 3. Juni 1998                             | 447             |
| weitere Bilder                                                | Villa | Augustastraße 11 Karte                                                 | Neobarocke Fassade | 1905                                                         | 22. August 1989                          | 302             |
| weitere Bilder                                                | Wohnhaus | Augustastraße 12 Karte                                                 | | 1912                                                         | 5. Juni 1990                             | 333             |
| weitere Bilder                                                | Villa | Augustastraße 15 Karte                                                 | Jugendstilornamentik | 1905                                                         | 22. August 1989                          | 303             |
| Bahnhofsgebäude einschließlich Bahnsteige                     | Bahnhofsgebäude einschließlich Bahnsteige                                                                         | Bahnhofsplatz 3 Karte                                                  | Jugendstilformen | 1902                                                         | 23. April 1987                           | 199             |
| BW                                                            | Geschäftshaus, Fassade der Straßenseite                                                                           | Bahnhofsplatz 6 Karte                                                  | Fassade in neobarocken Formen, 1925–1928 unter Verwendung von Bauteilen aus dem Jahre 1910                                                         | 1925–1928                                                    | 1. März 1995                             | 418             |
| Wohn- und Geschäftshaus                                       | Wohn- und Geschäftshaus                                                                                           | Bäckerstraße 1 Karte                                                   | Stuckdekoration | 1907                                                         | 28. November 1984                        | 73              |
| BW                                                            | Fachwerktraufenhaus                                                                                               | Bäckerstraße 2 Karte                                                   | verputzt | 2. Hälfte 18. Jahrhundert                                    | 13. März 1985                            | 90              |
| massives Traufenhaus                                          | massives Traufenhaus                                                                                              | Bäckerstraße 3 Karte                                                   | gründerzeitliche Stilelemente | 1874                                                         | 28. November 1984                        | 74              |
| massives Traufenhaus                                          | massives Traufenhaus                                                                                              | Bäckerstraße 5 Karte                                                   | Stuckdekoration | 1888                                                         | 28. November 1984                        | 75              |
| Wohn- und Geschäftshaus, Fassade                              | Wohn- und Geschäftshaus, Fassade                                                                                  | Bäckerstraße 14 Karte                                                  | Neorenaissance | 1888/89                                                      | 13. März 1985                            | 91              |
| Wohn- und Geschäftshaus                                       | Wohn- und Geschäftshaus                                                                                           | Bäckerstraße 11 Karte                                                  | Historismus | um 1891                                                      | 27. April 1994                           | 400             |
| Wohn- und Geschäftshaus, Fassade                              | Wohn- und Geschäftshaus, Fassade                                                                                  | Bäckerstraße 17/19 Karte                                               | Klassizismus | 1891                                                         | 29. Oktober 1985                         | 158             |
| BW                                                            | Geschäftshaus, Fassade                                                                                            | Bäckerstraße 30 Karte                                                  | Fassade Neues Bauen | 1929                                                         | 22. August 1989                          | 293             |
| BW                                                            | Fachwerktraufenhaus                                                                                               | Bäckerstraße 31 Karte                                                  | verputztes Fachwerk | 18. Jahrhundert                                              | 13. März 1985                            | 92              |
| BW                                                            | Wohn- und Geschäftshaus                                                                                           | Bergertorstraße 8–10 Karte                                             | Rundbogenfenster | um 1895                                                      | 22. November 1988                        | 248             |
| BW                                                            | Wohnhaus | Bergertorstraße 14 Karte                                               | | 1904                                                         | 22. November 1988                        | 249             |
| weitere Bilder                                                | Stadtmauer | Bielefelder Straße 1b Karte                                            | Bruchsteinmauer | um 1300                                                      | 29. Mai 1985                             | 137             |
| weitere Bilder                                                | Wohnhaus | Bielefelder Straße 1b Karte                                            | Spätklassizismus | 1884                                                         | 22. November 1988                        | 259             |
| weitere Bilder                                                | EMR-Verwaltungsaltbau                                                                                             | Bielefelder Straße 3 Karte                                             | symmetrische Fassade | 1925/28                                                      | 8. Dezember 1987                         | 200             |
| weitere Bilder                                                | Einfriedung | Bielefelder Straße 5 Karte                                             | zur Bielefelder Straße | um 1900                                                      | 29. November 1995                        | 436             |
| weitere Bilder                                                | Wohnhaus | Bielefelder Straße 10 Karte                                            | Sonnenuhr, Fachwerkornamentik | 1887                                                         | 8. Dezember 1987                         | 204             |
| weitere Bilder                                                | Einfriedung | Bielefelder Straße 10 Karte                                            | mit schmiedeeisernen Gittern und Mauerpfeiler |                                                              | 29. November 1995                        | 204             |
| Wohnhaus                                                      | Wohnhaus | Bielefelder Straße 21 Karte                                            | neoklassizistischer Putzbau | 1897                                                         | 8. Dezember 1987                         | 218             |
| weitere Bilder                                                | Wohnhaus | Bielefelder Straße 22                                                  | Jugendstildekoration | 1898                                                         | 8. Dezember 1987                         | 217             |
| weitere Bilder                                                | Wohnhaus | Bielefelder Straße 23 Karte                                            | klassizistische Fassade | 1897                                                         | 8. Dezember 1987                         | 219             |
| weitere Bilder                                                | Wohnhaus | Bielefelder Straße 30                                                  | Jugendstilfassade | 1904/05                                                      | 13. August 1985                          | 147             |
| weitere Bilder                                                | Wohnhaus | Bielefelder Straße 34 Karte                                            | Jugendstil | 1903                                                         | 22. August 1989                          | 312             |
| weitere Bilder                                                | Wohnhaus | Bielefelder Straße 38 Karte                                            | Jugendstilfassade | 1895                                                         | 4. November 1986                         | 198             |
| weitere Bilder                                                | Wohnhaus | Bielefelder Straße 43 Karte                                            | Jugendstilfassade | 1904/05                                                      | 13. August 1985                          | 330             |
| weitere Bilder                                                | Fachwerkkötterhaus                                                                                                | Bielefelder Straße 95 Karte                                            | Deelentor | 1811                                                         | 17. April 1991                           | 358             |
| Heuerlingshaus                                                | Heuerlingshaus | Bielefelder Straße 135 Karte                                           | | 1747                                                         | 13. September 1988                       | 232             |
| Heuerlingshaus                                                | Heuerlingshaus | Bielefelder Straße 137 Karte                                           | | 1747                                                         | 13. September 1988                       | 233             |
| Fachwerkhofgebäude                                            | Fachwerkhofgebäude                                                                                                | Bielefelder Straße 142 Karte                                           | 1816, Kammerfachanbau 1926, Hofmauer 1907 | 1816                                                         | 13. September 1988                       | 234             |
| weitere Bilder                                                | Fachwerkhofanlage                                                                                                 | Bielefelder Straße 239 Karte                                           | Ensemble Hofanlage | 1800/1907                                                    | 8. Dezember 1987                         | 209             |
| Verwaltungsgebäude                                            | Verwaltungsgebäude                                                                                                | Borriesstraße 1 Karte                                                  | Villa | 1910/11 datiert                                              | 10. November 1993                        | 385             |
| Wohnhaus                                                      | Wohnhaus | Borriesstraße 3 Karte                                                  | Jugendstilfassade | 1911                                                         | 17. Januar 1989                          | 266             |
| BW                                                            | Einfriedung | Borriesstraße 3 Karte                                                  | aus der Bauzeit | 1911                                                         | 10. November 1993                        | 266             |
| weitere Bilder                                                | Wohnhaus | Borriesstraße 10 Karte                                                 | Fachwerkzwerchgiebel | 1910                                                         | 8. Dezember 1987                         | 206             |
| Wohnhaus                                                      | Wohnhaus | Borriesstraße 12 Karte                                                 | Mittelrisalit | 1910                                                         | 8. Dezember 1987                         | 201             |
| Wohnhaus                                                      | Wohnhaus | Borriesstraße 14 Karte                                                 | neoklassizistische Fassade | 1910                                                         | 3. Mai 1988                              | 224             |
| BW                                                            | Hofanlage „Wiechmann“                                                                                             | Braker Straße 95 Karte                                                 | |                                                              | 17. April 1991                           | 359             |
| Hofanlage „Meyer zu Siederdissen“                             | Hofanlage „Meyer zu Siederdissen“                                                                                 | Braker Straße 109 Karte                                                | Ensemble Hofanlage |                                                              | 12. Dezember 1989                        | 322             |
| BW                                                            | Ökonomiegebäude der Hofanlage                                                                                     | Braker Straße 109 Karte                                                | Scheune, 1942 erneuert |                                                              | 28. Oktober 1992                         | 322             |
| BW                                                            | Fachwerkhofhaus                                                                                                   | Braker Straße 121 Karte                                                | Sandsteinbrunnentrog 1709 | 1872                                                         | 22. August 1989                          | 290             |
| BW                                                            | Hofanlage „Hüsemann + Wissmann“                                                                                   | Braker Straße 138/140 Karte                                            | | 1807 und später                                              | 22. August 1989                          | 291             |
| BW                                                            | Fachwerkhaus | Braker Straße 147 Karte                                                | Heuerlingshaus | 1804                                                         | 28. April 1993                           | 379             |
| BW                                                            | Fachwerkhaus | Braker Straße 155 Karte                                                | Heuerlingshaus | 1811                                                         | 10. November 1993                        | 386             |
| Hofanlage „Pahmeyer“                                          | Hofanlage „Pahmeyer“                                                                                              | Braker Straße 200 Karte                                                | | 1789, 1906–1935                                              | 22. August 1989                          | 292             |
| BW                                                            | Fachwerkhofanlage                                                                                                 | Bredenhof 24 Karte                                                     | | 1864, 1879 und später                                        | 5. Dezember 1990                         | 349             |
| Fachwerkhof                                                   | Fachwerkhof | Bronsberger Weg 26 Karte                                               | Zierausfachungen | 1813                                                         | 8. Dezember 1987                         | 210             |
| Fachwerkhof                                                   | Fachwerkhof | Bronsberger Weg 33 Karte                                               | Fachwerk | 1854                                                         | 8. Dezember 1987                         | 211             |
| BW                                                            | Fachwerkgiebelhaus                                                                                                | Brudtlachtstraße 4 Karte                                               | Fachwerk | 18. Jahrhundert                                              | 29. Mai 1985 gelöscht                    | 126             |
| Wohnhaus                                                      | Wohnhaus | Brudtlachtstraße 5 Karte                                               | Klinker mit Dekor | Ende 19. Jahrhundert                                         | 29. Mai 1985                             | 127             |
| Fachwerkgiebelhaus                                            | Fachwerkgiebelhaus                                                                                                | Brudtlachtstraße 6 Karte                                               | massiver Giebel | 18. Jahrhundert                                              | 29. Mai 1985                             | 128             |
| Wohnhaus                                                      | Wohnhaus | Brudtlachtstraße 7 Karte                                               | spätklassizistische Fassade | Mitte 19. Jahrhundert                                        | 29. Mai 1985                             | 129             |
| weitere Bilder                                                | Fachwerkgiebelhaus                                                                                                | Brudtlachtstraße 9 Karte                                               | Spätrenaissance | 1640                                                         | 4. November 1981                         | 15              |
| Wohn- und Geschäftshaus                                       | Wohn- und Geschäftshaus                                                                                           | Brüderstraße 11 Karte                                                  | Massivbauweise | 1867                                                         | 22. Juni 1983                            | 60              |
| Fachwerktraufenhaus                                           | Fachwerktraufenhaus                                                                                               | Brüderstraße 12 Karte                                                  | | 18. Jahrhundert                                              | 13. März 1985                            | 93              |
| Fachwerkgiebelhaus                                            | Fachwerkgiebelhaus                                                                                                | Brüderstraße 14 Karte                                                  | | 2. Hälfte 16. Jahrhundert                                    | 13. März 1985                            | 94              |
| weitere Bilder                                                | Fachwerktraufenhaus („Rothe-Haus“)                                                                                | Brüderstraße 15 Karte                                                  | Schnürrollen | 1560                                                         | 4. November 1981                         | 16              |
| weitere Bilder                                                | Fachwerkgiebelhaus                                                                                                | Brüderstraße 18 Karte                                                  | schlichtes Fachwerk | 1530                                                         | 4. November 1981                         | 17              |
| weitere Bilder                                                | Remensniderhaus                                                                                                   | Brüderstraße 26 Karte                                                  | Schnürrollen | 1560                                                         | 4. November 1981                         | 18              |
| weitere Bilder                                                | Engelkinghaus | Brüderstraße 28 Karte                                                  | Fachwerkfassade | 1532                                                         | 4. November 1981                         | 19              |
| weitere Bilder                                                | Wohnhaus, Fassade                                                                                                 | Bünder Straße 13                                                       | Fassadengliederung | 1895/96                                                      | 8. Dezember 1987                         | 205             |
| weitere Bilder                                                | Verwaltungsgebäude                                                                                                | Bünder Straße 82 Karte                                                 | 1950er-Jahre-Baustil, Treppenhaus | 1958/59                                                      | 22. November 1988                        | 258             |
| Fachwerktraufenhaus                                           | Fachwerktraufenhaus                                                                                               | Clarenstraße 2 Karte                                                   | Fachwerk | 1886                                                         | 28. November 1984                        | 85              |
| Fachwerktraufenhaus                                           | Fachwerktraufenhaus                                                                                               | Clarenstraße 3 Karte                                                   | Schieferverkleidung | 1750                                                         | 28. November 1984                        | 84              |
| Fachwerktraufenhaus                                           | Fachwerktraufenhaus                                                                                               | Clarenstraße 4 Karte                                                   | Fachwerk | 1886                                                         | 13. März 1985                            | 95              |
| Fachwerktraufenhaus                                           | Fachwerktraufenhaus                                                                                               | Clarenstraße 5 Karte                                                   | | 18. Jahrhundert                                              | 13. März 1985                            | 96              |
| Etagenwohnhaus                                                | Etagenwohnhaus | Clarenstraße 6 Karte                                                   | mit Jugendstilelementen | um 1913                                                      | 22. November 2012                        | 481             |
| Fachwerkhaus                                                  | Fachwerkhaus | Clarenstraße 11 Karte                                                  | Schieferverkleidung | 1. Hälfte 19. Jahrhundert                                    | 13. März 1985                            | 97              |
| massives Giebelhaus                                           | massives Giebelhaus                                                                                               | Clarenstraße 17 Karte                                                  | Fachwerkgiebel | 18. Jahrhundert                                              | 28. November 1984                        | 72              |
| Wohnhaus, Fassade                                             | Wohnhaus, Fassade                                                                                                 | Credenstraße 15 Karte                                                  | Neorenaissance | 1892                                                         | 13. September 1995                       | 433             |
| Fachwerkgiebelhaus                                            | Fachwerkgiebelhaus                                                                                                | Credenstraße 16 Karte                                                  | | 2. Hälfte 18. Jahrhundert                                    | 28. November 1984                        | 77              |
| Fachwerkgiebelhaus                                            | Fachwerkgiebelhaus                                                                                                | Credenstraße 18 Karte                                                  | | 18. Jahrhundert                                              | 28. November 1984                        | 78              |
| Fachwerktraufenhaus                                           | Fachwerktraufenhaus                                                                                               | Credenstraße 22 Karte                                                  | verputzte Fassade | 2. Hälfte 19. Jahrhundert                                    | 28. November 1984                        | 71              |
| Fachwerktraufenhaus                                           | Fachwerktraufenhaus                                                                                               | Credenstraße 24 Karte                                                  | verputzte Fassade | 2. Hälfte 19. Jahrhundert                                    | 17. April 1985                           | 112             |
| Fachwerkgiebelhaus                                            | Fachwerkgiebelhaus                                                                                                | Credenstraße 26 Karte                                                  | | 2. Hälfte 16. Jahrhundert                                    | 28. November 1984                        | 79              |
| Fachwerkgiebelhaus                                            | Fachwerkgiebelhaus                                                                                                | Credenstraße 28 Karte                                                  | | 2. Hälfte 18. Jahrhundert                                    | 17. April 1985                           | 113             |
| Wohnhaus                                                      | Wohnhaus | Credenstraße 30 Karte                                                  | Expressionismus | um 1930                                                      | 17. April 1991                           | 357             |
| Wohn- und Geschäftshaus                                       | Wohn- und Geschäftshaus                                                                                           | Credenstraße 32 Karte                                                  | Massivbauweise | 19. Jahrhundert                                              | 17. April 1985                           | 114             |
| Doppelwohnhaus                                                | Doppelwohnhaus | Credenstraße 35/37 Karte                                               | massives Traufenhaus | um 1860                                                      | 3. Dezember 2009                         | 479             |
| BW                                                            | Wohn- und Geschäftshaus                                                                                           | Credenstraße 43 Karte                                                  | ursprünglich Dielenhaus aus dem 16. Jahrhundert mit Nebengebäuden aus der Zeit um 1800                                                             | 16. Jahrhundert, um 1800                                     | 14. September 2005                       | 467             |
| Doppelwohnhaus                                                | Doppelwohnhaus | Damaschkestraße 10                                                     | Vierfamilien-Wohnhaus | 1924                                                         | 3. Juni 1998                             | 445             |
| Doppelwohnhaus                                                | Doppelwohnhaus | Damaschkestraße 12 Karte                                               | Vierfamilien-Wohnhaus | 1924                                                         | 3. Juni 1998                             | 444             |
| weitere Bilder                                                | Städtisches Museum                                                                                                | Deichtorwall 2 Karte                                                   | Stuckzierfassade | 1874                                                         | 30. Mai 1982                             | 53              |
| Oesterlen-Anbau des Städtischen Museums                       | Oesterlen-Anbau des Städtischen Museums                                                                           | Deichtorwall 2 Karte                                                   | | 1973–1975                                                    | 29. November 2007                        | 472             |
| Kriegerdenkmal                                                | Kriegerdenkmal | Diebrocker Straße Karte                                                | |                                                              | 10. November 1993                        | 388             |
| weitere Bilder                                                | Fabrikations- und Verwaltungsgebäude                                                                              | Diebrocker Straße 3 Karte                                              | Neues Bauen | 1957                                                         | 5. Juni 1991                             | 360             |
| weitere Bilder                                                | Montagehalle | Diebrocker Straße 3 Karte                                              | |                                                              | 1. März 1995                             | 360             |
| Wohnhaus, Straßenfassade                                      | Wohnhaus, Straßenfassade                                                                                          | Diebrocker Straße 4 Karte                                              | Schaufenster | vor 1903                                                     | 3. Juni 1986                             | 170             |
| weitere Bilder                                                | Wohnhaus | Diebrocker Straße 34 Karte                                             | farbiger Stuckdekor | 1900                                                         | 3. Juni 1986                             | 171             |
| weitere Bilder                                                | Villa | Diebrocker Straße 40 Karte                                             | Spätbarock | 1907                                                         | 22. August 1989                          | 315             |
| weitere Bilder                                                | Wohn- und Wirtschaftsgebäude                                                                                      | Diebrocker Straße 221 Karte                                            | wirtschafts- und villenartiger Wohnteil, fachwerkene Wagenremise, straßenseitige Einfriedung                                                       | um 1913/1914                                                 | 2. März 1994 teilweise gelöscht          | 396             |
| Hofanlage                                                     | Hofanlage | Diebrocker Straße 227 Karte                                            | Haupthaus, Dreschhaus, Scheune und Zufahrtstor |                                                              | 10. November 1993                        | 387             |
| weitere Bilder                                                | Hofanlage | Diebrocker Straße 299 Karte                                            | Wohn- und Wirtschaftsteil, Dreschhaus, Scheune, Hofeinfriedung aus Backstein                                                                       | um 1869, 1908 und Ende des 19. Jahrhunderts                  | 17. August 1994                          | 405             |
| Hofanlage                                                     | Hofanlage | Diebrocker Straße 427 Karte                                            | Haupthaus und Nebengebäude | um 1843 bzw. 1900                                            | 2. März 1994                             | 397             |
| BW                                                            | Backhaus | Dornberger Heide 56 Karte                                              | Fachwerk | um 1860                                                      | 17. August 1994                          | 413             |
| Wohnhaus                                                      | Wohnhaus | Dorotheenstraße 2 Karte                                                | Jugendstil | 1903                                                         | 22. August 1989                          | 314             |
| weitere Bilder                                                | Wohnhaus | Dorotheenstraße 4 Karte                                                | Jugendstil | 1904                                                         | 7. November 1990                         | 341             |
| weitere Bilder                                                | Wohnhaus | Dorotheenstraße 6 Karte                                                | Villenarchitektur | 1903                                                         | 28. Oktober 1993                         | 375             |
| BW                                                            | Justizvollzugsanstalt                                                                                             | Eimterstraße 15 Karte                                                  | panoptisches System | 1880/1883                                                    | 13. Juni 1984 gelöscht                   | 70              |
| BW                                                            | Fachwerkhofhaus                                                                                                   | Eimterstraße 169 Karte                                                 | | 1863                                                         | 3. Mai 1988                              | 225             |
| weitere Bilder                                                | Fachwerkhofhaus                                                                                                   | Eimterstraße 198 Karte                                                 | | 1822                                                         | 10. November 1993                        | 390             |
| Alter Friedhof                                                | Alter Friedhof | Eisgrabenstraße Karte                                                  | seit 1874 finden auf dem Alten Friedhof keine Bestattungen mehr statt.                                                                             | 1806 eröffnet                                                | 22. August 1989                          | 320             |
| BW                                                            | Straßenfassade, Einfriedung                                                                                       | Eisgrabenstraße 7 Karte                                                | klassizistische Fassade | 1897                                                         | 8. Dezember 1987                         | 202             |
| weitere Bilder                                                | Haus des Handwerks                                                                                                | Elisabethstraße 3 Karte                                                | Fachwerk | 18. Jahrhundert                                              | 4. November 1981                         | 20              |
| Fachwerktraufenhaus                                           | Fachwerktraufenhaus                                                                                               | Elisabethstraße 3 Karte                                                | | 18. Jahrhundert                                              | 30. Juni 1982                            | 32              |
| BW                                                            | Wohn- und Geschäftshaus                                                                                           | Elisabethstraße 5 Karte                                                | Fachwerk | 18. Jahrhundert                                              | 6. Juni 1989                             | 279             |
| weitere Bilder                                                | Fachwerkgiebelhaus („Labadistenhaus“)                                                                             | Elisabethstraße 7 Karte                                                | Rückgiebel | 16. Jahrhundert                                              | 30. Juni 1982                            | 33              |
| weitere Bilder                                                | Fachwerktraufenhaus („Freier Hof“)                                                                                | Elisabethstraße 9 Karte                                                | Haustür, Querdeele | 18. Jahrhundert                                              | 30. Juni 1982                            | 34              |
| Fachwerkhaus                                                  | Fachwerkhaus | Elisabethstraße 11 Karte                                               | Haustür, Querdeele | 2. Hälfte 18. Jahrhundert                                    | 30. Juni 1982                            | 35              |
| Wohnhaus                                                      | Wohnhaus | Elisabethstraße 12 Karte                                               | Backsteingebäude im Ensemble mit Münsterkirchplatz 1                                                                                               | um 1900                                                      | 17. August 1994                          | 406             |
| Fachwerkgiebelhaus                                            | Fachwerkgiebelhaus                                                                                                | Elisabethstraße 13 Karte                                               | | 18. Jahrhundert                                              | 13. März 1985                            | 98              |
| BW                                                            | Wohnhaus | Elverdisser Straße 2 Karte                                             | Mansarddach | 1906                                                         | 22. November 1988                        | 239             |
| BW                                                            | Wohnhaus | Elverdisser Straße 17 Karte                                            | Neorenaissance | 1895                                                         | 3. Juni 1986                             | 172             |
| BW                                                            | Fabrikgebäude | Elverdisser Straße 17c Karte                                           | Neoklassizismus | 1920                                                         | 3. Mai 1988                              | 226             |
| BW                                                            | Pflaster der Straße „Endebutt“                                                                                    | Endebutt Karte                                                         | | um 1895                                                      | 05. Oktober 2016                         | 488             |
| weitere Bilder                                                | Verwaltungsgebäude                                                                                                | Engerstraße 5 Karte                                                    | Quadratischer Grundriss | 1923                                                         | 12. Dezember 1989                        | 327             |
| weitere Bilder                                                | Motorenfabrik | Engerstraße 29 Karte                                                   | | um 1955                                                      | 12. Dezember 1989                        | 328             |
| BW                                                            | Fachwerkgiebelhaus                                                                                                | Friedenstalstraße 2 Karte                                              | Fachwerk | 1874                                                         | 29. Oktober 1985                         | 159             |
| Jüdischer Friedhof                                            | Jüdischer Friedhof                                                                                                | Friedhofstraße Karte                                                   | neugotische Friedhofskapelle | 1680 eröffnet                                                | 22. August 1989                          | 283             |
| Wohnhaus                                                      | Wohnhaus | Friedhofstraße 11 Karte                                                | Fassade | 1890                                                         | 6. Juni 1989                             | 281             |
| Wohnhaus                                                      | Wohnhaus | Fürstenaustraße 2 Karte                                                | | 1907                                                         | 6. März 1991                             | 354             |
| Wohnhaus einschließlich Einfriedung                           | Wohnhaus einschließlich Einfriedung                                                                               | Fürstenaustraße 10 Karte                                               | Jugendstil/Heimatschutzstil | 1919                                                         | 21. Juni 1995                            | 423             |
| Wohnhaus einschließlich Einfriedung                           | Wohnhaus einschließlich Einfriedung                                                                               | Fürstenaustraße 11 Karte                                               | | 1928/1931                                                    | 27. November 1996                        | 443             |
| Wohn- und Geschäftshaus                                       | Wohn- und Geschäftshaus                                                                                           | Fürstenaustraße 12 / Bahnhofsplatz 2 Karte                             | Historismus/Heimatschutzstil | 1924                                                         | 21. Juni 1995                            | 424             |
| Wohn- und Geschäftshaus                                       | Wohn- und Geschäftshaus                                                                                           | Gänsemarkt 1 Karte                                                     | modifizierter Jugendstil | 1907                                                         | 30. Juni 1982                            | 36              |
| BW                                                            | Wohn- und Geschäftshaus                                                                                           | Gänsemarkt 1a Karte                                                    | Massivbauweise | 1639                                                         | 29. Mai 1985                             | 130             |
| Wohn- und Geschäftshaus                                       | Wohn- und Geschäftshaus                                                                                           | Gänsemarkt 3 Karte                                                     | Erker, Zwerchhaus | nach 1900                                                    | 29. Mai 1985                             | 131             |
| BW                                                            | Wohn- und Geschäftshaus                                                                                           | Gänsemarkt 7a Karte                                                    | Fassadengliederung | 1903/1904                                                    | 29. Mai 1985                             | 132             |
| BW                                                            | Wohn- und Geschäftshaus                                                                                           | Gänsemarkt 7b Karte                                                    | Fassadengliederung | 1903/1904                                                    | 29. Mai 1985                             | 133             |
| Wohn- und Geschäftshaus                                       | Wohn- und Geschäftshaus                                                                                           | Gehrenberg 8 Karte                                                     | Stuckziergiebel | 1892                                                         | 13. März 1985                            | 99              |
| BW                                                            | Wohn- und Geschäftshaus, Fassade                                                                                  | Gehrenberg 16 Karte                                                    | Fassade | 1896                                                         | 13. März 1985                            | 100             |
| BW                                                            | Wohn- und Geschäftshaus, Fassade                                                                                  | Gehrenberg 16a Karte                                                   | Fassade | 1896                                                         | 13. März 1985                            | 101             |
| Geschäftshaus und Filmstudio                                  | Geschäftshaus und Filmstudio                                                                                      | Gehrenberg 17 Karte                                                    | Raumaufteilung, Ausstattung | 1956/1957                                                    | 13. Februar 1991                         | 351             |
| BW                                                            | Wohn- und Geschäftshaus                                                                                           | Gehrenberg 18 Karte                                                    | Giebel mit Stuckzier | 1860                                                         | 22. Juni 1983                            | 57              |
| BW                                                            | Wohn- und Geschäftshaus                                                                                           | Gehrenberg 20 Karte                                                    | neogotische Fassade | 1891                                                         | 22. Juni 1983                            | 58              |
| weitere Bilder                                                | Siedlung der ehemaligen Besatzer-Wohnungen                                                                        | Glatzer Straße Karte                                                   | | um 1950                                                      | 14. April 2004                           | 463             |
| weitere Bilder                                                | Pfarrzentrum | Glatzer Straße 5a Karte                                                | | 1957/1958                                                    | 19. Februar 2009                         | 478             |
| weitere Bilder                                                | ehemalige Dorfschule                                                                                              | Glockenweg 30 Karte                                                    | Fachwerkbau | um 1838/1839                                                 | 17. November 2004                        | 465             |
| weitere Bilder                                                | Elsbachhaus | Goebenstraße 3–7 Karte                                                 | Gesamtkonzeption | 1896                                                         | 27. August 1990                          | 340             |
| weitere Bilder                                                | Wohn- und Geschäftshaus, Fassade                                                                                  | Goebenstraße 11 Karte                                                  | Neorenaissance | um 1890                                                      | 3. Juni 1986                             | 173             |
| weitere Bilder                                                | Wohn- und Geschäftshaus                                                                                           | Goebenstraße 12 Karte                                                  | Jugendstildekor | 1893                                                         | 22. August 1989                          | 318             |
| weitere Bilder                                                | Villa | Goebenstraße 14 Karte                                                  | Fassadengliederung | 1894                                                         | 22. August 1989                          | 319             |
| weitere Bilder                                                | Wohn- und Geschäftshaus                                                                                           | Goebenstraße 24 Karte                                                  | Jugendstildekor | 1901/1902                                                    | 11. Dezember 1985                        | 162             |
| weitere Bilder                                                | Wohnhaus | Goebenstraße 52 Karte                                                  | Neues Bauen | 1932                                                         | 1. April 1992                            | 370             |
| BW                                                            | Ehemaliger Getreidespeicher                                                                                       | Goebenstraße 64 Karte                                                  | | um 1939                                                      | 17. Dezember 2012                        | 482             |
| BW                                                            | Siedlung der ehemaligen Besatzer – Wohnungen                                                                      | Goethestraße 21–27, 29–35, 2/4, 6/8, 10/12, 14, 1–5, 7–11, 13–17 Karte | | um 1950                                                      | 14. April 2004                           | 463             |
| weitere Bilder                                                | Wohnhaus | Goltzstraße 3 Karte                                                    | französische Renaissance | 1899/1900                                                    | 3. Juni 1986                             | 175             |
| BW                                                            | Wohnhaus | Gutenbergstraße 2 Karte                                                | Jugendstil | 1912                                                         | 21. Juni 1995                            | 429             |
| BW                                                            | Wohnhaus | Gutenbergstraße 3 Karte                                                | Neoklassizismus | 1896                                                         | 21. Juni 1995                            | 430             |
| BW                                                            | Wohnhaus | Gutenbergstraße 12 Karte                                               | | 1924                                                         | 17. September 2015                       | 487             |
| BW                                                            | Wohn- und Geschäftshaus                                                                                           | Hämelinger Straße 4 Karte                                              | Massivbauweise | Mitte 16. Jahrhundert                                        | 22. Juni 1983                            | 59              |
| Wohn- und Geschäftshaus                                       | Wohn- und Geschäftshaus                                                                                           | Hämelinger Straße 5a Karte                                             | Jugendstil | 1906/1907                                                    | 17. April 1985                           | 115             |
| Wohn- und Geschäftshaus                                       | Wohn- und Geschäftshaus                                                                                           | Hämelinger Straße 6 Karte                                              | Neues Bauen | um 1930                                                      | 17. April 1985                           | 116             |
| BW                                                            | Fabrikgebäude | Hämelinger Straße 6 Karte                                              | Ensemble mit Linnenbauerplatz 6 |                                                              | 28. Oktober 1992                         | 377             |
| BW                                                            | Wohn- und Geschäftshaus                                                                                           | Hämelinger Straße 10 Karte                                             | Neues Bauen | 1931                                                         | 13. Februar 1991                         | 352             |
| weitere Bilder                                                | Wohnhaus einschließlich Einfriedung                                                                               | Hansastraße 1 Karte                                                    | Jugendstil | 1904                                                         | 21. Juni 1995                            | 420             |
| weitere Bilder                                                | Wohnhaus | Hansastraße 3                                                          | Jugendstil | 1903                                                         | 28. April 1993                           | 380             |
| weitere Bilder                                                | Wohnhaus | Hansastraße 5 Karte                                                    | Jugendstil | 1902                                                         | 21. Juni 1995                            | 421             |
| weitere Bilder                                                | Wohnhaus einschließlich Einfriedung                                                                               | Hansastraße 9 Karte                                                    | Modifizierter Jugendstil | 1910                                                         | 21. Juni 1995                            | 422             |
| weitere Bilder                                                | Wohnhaus | Hansastraße 11 Karte                                                   | Maßwerktreppenhausfenster, Fachwerkgiebel | 1905                                                         | 3. Juni 1986                             | 176             |
| weitere Bilder                                                | Wohnhaus | Hansastraße 13 Karte                                                   | Jugendstildekor | 1905                                                         | 3. Juni 1986                             | 177             |
| weitere Bilder                                                | Turnhalle | Hansastraße 22 Karte                                                   | neobarocke Formen | 1911                                                         | 3. Juni 1986                             | 178             |
| BW                                                            | Wohnhaus | Hansastraße 55 Karte                                                   | Mittelrisalit, Eckturm | 1911                                                         | 3. Juni 1986 gelöscht                    | 179             |
| BW                                                            | Einfriedung | Hansastraße 55 Karte                                                   | |                                                              | 3. Juni 1986 gelöscht                    | 179             |
| weitere Bilder                                                | Wohnhaus, Fassade                                                                                                 | Hansastraße 56 Karte                                                   | Fachwerkdekor | um 1910                                                      | 3. Juni 1986                             | 180             |
| weitere Bilder                                                | Wohnhaus, Fassade                                                                                                 | Hansastraße 58 Karte                                                   | Fachwerkdekor | um 1910                                                      | 3. Juni 1986                             | 181             |
| weitere Bilder                                                | Direktorenvilla mit Einfriedung                                                                                   | Hansastraße 59 Karte                                                   | Backsteinfassade | 1927/1928                                                    | 3. Juni 1986                             | 182             |
| Kriegerdenkmal                                                | Kriegerdenkmal | Hausheider Straße Karte                                                | |                                                              | 10. November 1993                        | 389             |
| BW                                                            | Wohnhaus | Heidestraße 60 Karte                                                   | Fachwerkhof, neobarocker Kammerfachanbau | um 1858                                                      | 7. November 1990 gelöscht                | 342             |
| BW                                                            | Wohnhaus | Hellerweg 20 Karte                                                     | Treppenhausverglasung | 1912/1913                                                    | 3. Juni 1986                             | 174             |
| BW                                                            | Fachwerkhof | Hellerweg 151 Karte                                                    | Kleinbäuerliches Haupthaus | 1807                                                         | 3. Juni 1998                             | 451             |
| weitere Bilder                                                | Friedhof Hermannstraße                                                                                            | Hermannstraße Karte                                                    | | Belegung ab 1873                                             | 1. März 1995                             | 417             |
| BW                                                            | Wohnhaus | Hermannstraße 4 Karte                                                  | Fassadengestaltung | 1891/1892                                                    | 8. Dezember 1987                         | 220             |
| BW                                                            | Wohnhaus | Hermannstraße 6 Karte                                                  | Jugendstildekor | 1888                                                         | 18. April 1989                           | 271             |
| BW                                                            | Wohnhaus | Hermannstraße 31 Karte                                                 | klassizistische Fassade | 1891/1893                                                    | 8. August 1990                           | 337             |
| BW                                                            | Wohnhaus | Hermannstraße 41 Karte                                                 | Jugendstil | 1903                                                         | 6. Juni 1989                             | 280             |
| BW                                                            | Wohnhaus | Hermannstraße 43 Karte                                                 | turmartiger Erker | 1902                                                         | 8. Dezember 1987                         | 221             |
| BW                                                            | Wohn- und Wirtschaftsgebäude                                                                                      | Elverdissen Hillewalser Straße 86 Karte                                | Bauernhaus | 1895                                                         | 16. Mai 2013                             | 483             |
| BW                                                            | Wohn- und Geschäftshaus, Fassade                                                                                  | Höckerstraße 1 Karte                                                   | Erkervorbau |                                                              | 22. August 1989                          | 296             |
| BW                                                            | Wohn- und Geschäftshaus                                                                                           | Höckerstraße 2 Karte                                                   | Neogotik | 1897                                                         | 22. November 1988                        | 254             |
| weitere Bilder                                                | Bürgermeisterhaus („Crüwell-Haus“)                                                                                | Höckerstraße 4 Karte                                                   | Giebel | 1538                                                         | 4. November 1981                         | 22              |
| BW                                                            | Erweiterung der Unterschutzstellung                                                                               | Höckerstraße 4 Karte                                                   | Umfassungswände, Teile der inneren Konstruktion |                                                              | 17. November 2004                        | 22              |
| Wohn- und Geschäftshaus                                       | Wohn- und Geschäftshaus                                                                                           | Höckerstraße 9 Karte                                                   | Historismus | 1891                                                         | 17. April 1991                           | 356             |
| BW                                                            | Wohn- und Geschäftshaus                                                                                           | Höckerstraße 13 Karte                                                  | Neorenaissancefassade | 1897/1898                                                    | 17. April 1986                           | 118             |
| weitere Bilder                                                | Fachwerktraufenhaus                                                                                               | Holland 13/15 Karte                                                    | verputzt | 18./19. Jahrhundert                                          | 22. August 1989                          | 301             |
| weitere Bilder                                                | Wohnhaus | Holland 19 Karte                                                       | Gründerzeitarchitektur | um 1900                                                      | 17. August 1994                          | 410             |
| Fachwerkgiebelhaus                                            | Fachwerkgiebelhaus                                                                                                | Holland 21 Karte                                                       | Taustabknaggen | 1554                                                         | 30. Mai 1982                             | 37              |
| weitere Bilder                                                | Fachwerkgiebelhaus                                                                                                | Holland 29 Karte                                                       | Verschieferung | 17. Jahrhundert                                              | 13. März 1985                            | 110             |
| weitere Bilder                                                | Wohnhaus | Holland 31 Karte                                                       | Dach- und Fassadengestaltung | 18. Jahrhundert                                              | 30. Juni 1982                            | 38              |
| weitere Bilder                                                | Fachwerktraufenhaus                                                                                               | Holland 33 Karte                                                       | | Anfang 19. Jahrhundert                                       | 30. Juni 1982                            | 54              |
| BW                                                            | Einfriedungsmauer und Eiskeller                                                                                   | Holland 33 Karte                                                       | | 18. Jahrhundert oder früher                                  | 27. November 1996                        | 54              |
| weitere Bilder                                                | Wohnhaus, Rückseite                                                                                               | Holland 34 Karte                                                       | Kapellenruine, noch erhaltene Nordwand der Kapelle                                                                                                 | 15. Jh.                                                      | 4. November 1981                         | 6               |
| weitere Bilder                                                | Fachwerktraufenhaus                                                                                               | Holland 39 Karte                                                       | ältestes Herforder Schulhaus | 1559/1560                                                    | 21. März 1984                            | 64              |
| BW                                                            | Wohn- und Wirtschaftsgebäude                                                                                      | Im Bramschenkamp 46 Karte                                              | | um 1882                                                      | 17. August 1994 gelöscht                 | 414             |
| Jahn-Stein                                                    | Jahn-Stein | Jahnstraße Karte                                                       | Gedenkstein zu Ehren des „Turnvaters Jahn“ | 1907 und 1953                                                | 6. März 1996                             | 440             |
| BW                                                            | Quellstein | Jahnstraße Karte                                                       | Historische Quelle | 1740                                                         | 3. Juni 1998                             | 448             |
| BW                                                            | Wohnhaus | Jahnstraße 1 Karte                                                     | Backstein | um 1900                                                      | 17. August 1994                          | 407             |
| BW                                                            | Villa | Jahnstraße 3a Karte                                                    | Jugendstil | um 1909                                                      | 17. August 1994                          | 408             |
| BW                                                            | Villa | Jahnstraße 6 Karte                                                     | Portikus, Turm | vor 1895                                                     | 22. August 1989                          | 304             |
| BW                                                            | Villa | Jahnstraße 12 Karte                                                    | Spätklassizismus | 1887                                                         | 22. August 1989                          | 305             |
| BW                                                            | Wohn- und Geschäftshaus                                                                                           | Janup 3 Karte                                                          | Stichbogenfenster | 1890                                                         | 22. November 1988                        | 262             |
| BW                                                            | Wohnhaus | Kesselstraße 17 Karte                                                  | Jugendstildekor, Treppenhausverglasung | 1906                                                         | 11. Dezember 1985                        | 161             |
| St. Paulus-Kirche                                             | St. Paulus-Kirche                                                                                                 | Kiebitzstraße 3 Karte                                                  | | 1960/61                                                      | 28. Juni 2018                            | 489             |
| Kantorhaus                                                    | Kantorhaus | Kirchgasse 1 Karte                                                     | Fachwerk | 18. Jahrhundert                                              | 4. November 1981                         | 9               |
| Fachwerktraufenhaus                                           | Fachwerktraufenhaus                                                                                               | Kleine Mauerstraße 3 Karte                                             | | Ende 18. Jahrhundert                                         | 13. August 1985                          | 153             |
| Fachwerktraufenhaus                                           | Fachwerktraufenhaus                                                                                               | Kleine Mauerstraße 5 Karte                                             | | Ende 18. Jahrhundert                                         | 13. August 1985                          | 154             |
| Fachwerktraufenhaus                                           | Fachwerktraufenhaus                                                                                               | Kleine Mauerstraße 7 Karte                                             | | Ende 18. Jahrhundert                                         | 13. August 1985                          | 155             |
| BW                                                            | Wohnhaus | Kleine Mauerstraße 8 Karte                                             | (Fachwerk?) | 18./19. Jahrhundert                                          | 8. Dezember 1987                         | 214             |
| BW                                                            | Wohnhaus | Kleine Mauerstraße 10 Karte                                            | (Fachwerk?) | 18./19. Jahrhundert                                          | 8. Dezember 1987                         | 215             |
| Schwesternwohnheim                                            | Schwesternwohnheim                                                                                                | Komturstraße 2 Karte                                                   | Fassadengestaltung | vor 1874                                                     | 13. August 1985                          | 151             |
| weitere Bilder                                                | katholische Pfarrkirche St. Johannes Baptist                                                                      | Komturstraße 4 Karte                                                   | barocker Saalbau | 1715/1716                                                    | 4. November 1981                         | 5               |
| weitere Bilder                                                | ehemaliger Komturhof                                                                                              | Komturstraße 4a Karte                                                  | spätgotisches Steinhaus | um 1500                                                      | 4. November 1981                         | 23              |
| weitere Bilder                                                | Fachwerktraufenhaus                                                                                               | Komturstraße 8 Karte                                                   | Fassade, Dachfläche | spätes 17. Jahrhundert                                       | 13. August 1985                          | 152             |
| Fachwerktraufenhaus                                           | Fachwerktraufenhaus                                                                                               | Komturstraße 9 Karte                                                   | Haustyp | 16. Jahrhundert                                              | 21. März 1984                            | 66              |
| Fachwerkgiebelhaus                                            | Fachwerkgiebelhaus                                                                                                | Komturstraße 11 Karte                                                  | Haustyp | 1611                                                         | 21. März 1984                            | 67              |
| Blaufärberei (Fabrikgebäude)                                  | Blaufärberei (Fabrikgebäude)                                                                                      | Komturstraße 18/20 Karte                                               | erstes als Fabrik genutztes Gebäude in Herford | 1856/1857                                                    | 13. März 1985                            | 111             |
| Jüdisches Gemeindehaus                                        | Jüdisches Gemeindehaus                                                                                            | Komturstraße 21 Karte                                                  | Neogotik | 1893                                                         | 28. April 1993                           | 381             |
| Wohn- und Geschäftshaus, OG-Fassade und Dachzone              | Wohn- und Geschäftshaus, OG-Fassade und Dachzone                                                                  | Komturstraße 24 Karte                                                  | Neobarock | 1898                                                         | 1. April 1992                            | 369             |
| BW                                                            | Wohnhaus | Komturstraße 29 Karte                                                  | neoklassizistische Fassade | Ende 19. Jahrhundert                                         | 17. April 1985                           | 119             |
| BW                                                            | Fachwerkgiebelhaus                                                                                                | Komturstraße 31 Karte                                                  | | 19. Jahrhundert                                              | 3. Mai 1988 gelöscht                     | 227             |
| BW                                                            | Wohn- und Geschäftshaus, Fassade                                                                                  | Komturstraße 41 Karte                                                  | Neoklassizismus | um 1900                                                      | 22. August 1989                          | 298             |
| BW                                                            | Fachwerkhofgebäude                                                                                                | Krähenbrink 37 Karte                                                   | Haustyp | 1861                                                         | 8. Dezember 1987                         | 203             |
| weitere Bilder                                                | Wohnhaus, Fassade                                                                                                 | Kreishausstraße 3 Karte                                                | Jugendstil-/ Renaissancefassade | 1901                                                         | 15. Juli 1986                            | 196             |
| weitere Bilder                                                | Einfriedung | Kreishausstraße 3 Karte                                                | aus der Bauzeit | 1901                                                         | 28. Oktober 1992                         | 196             |
| weitere Bilder                                                | Wohnhaus | Kreishausstraße 12 Karte                                               | bürgerliche Wohnform | Ende 19. Jahrhundert                                         | 8. Dezember 1987                         | 216             |
| weitere Bilder                                                | Wohnhaus einschließlich Einfriedung und historischer Pflasterung                                                  | Kreishausstraße 15 Karte                                               | Historismus | 1909                                                         | 21. Juni 1995                            | 427             |
| weitere Bilder                                                | Wohnhaus | Kreishausstraße 20 Karte                                               | Fachwerkdekor, Jugendstilstukkaturen | 1904                                                         | 3. Juni 1986                             | 192             |
| Wohn- und Geschäftshaus                                       | Wohn- und Geschäftshaus                                                                                           | Kurfürstenstraße 2 Karte                                               | Erker, Schaufenster | 1899/1900                                                    | 15. Juli 1986                            | 195             |
| Wohnhaus                                                      | Wohnhaus | Kurfürstenstraße 8 Karte                                               | Neobarock | 1908/1909                                                    | 22. August 1989                          | 313             |
| Wohnhaus                                                      | Wohnhaus | Kurfürstenstraße 9 Karte                                               | Jugendstil | 1904                                                         | 22. August 1989                          | 289             |
| Wohnhaus                                                      | Wohnhaus | Kurfürstenstraße 13 Karte                                              | Neorenaissance | 1886                                                         | 29. Oktober 1985                         | 157             |
| Wohnhaus                                                      | Wohnhaus | Kurfürstenstraße 18 Karte                                              | neoklassizistische Fassade | 1889                                                         | 29. Oktober 1985                         | 156             |
| Geschäftshaus                                                 | Geschäftshaus | Kurfürstenstraße 24 Karte                                              | | 1897                                                         | 12. Dezember 1989                        | 326             |
| BW                                                            | Hof „Rauschenbusch“                                                                                               | Laarer Straße 98 Karte                                                 | Hofanlage | Ende 18. Jahrhundert                                         | 25. Februar 1986                         | 166             |
| Landesgrenzsteine                                             | Landesgrenzsteine                                                                                                 | Landesgrenze                                                           | → Hauptartikel : Landesgrenzsteine |                                                              | 22. August 1989                          | 282             |
| BW                                                            | Villenanlage | Langenbergstraße 5 u. 7 Karte                                          | Landhausstil | 1948–50                                                      | 24. November 2011                        | 480             |
| BW                                                            | Fachwerktraufenhaus                                                                                               | Lessingstraße 14 Karte                                                 | | Mitte 18. Jahrhundert                                        | 15. Juli 1986                            | 193             |
| weitere Bilder                                                | Stadtbibliothek („Erich-Gutenberg-Haus“)                                                                          | Linnenbauerplatz 6 Karte                                               | Industriearchitektur | 1885                                                         | 4. November 1981                         | 28              |
| weitere Bilder                                                | Linnenbauerdenkmal                                                                                                | Linnenbauerplatz Karte                                                 | Denkmal (Leinenverein) |                                                              | 3. Juni 1998                             | 450             |
| Wohnhaus                                                      | Wohnhaus | Lockhauser Straße 6 Karte                                              | Risalit, Wintergarten | 1895/1896                                                    | 15. Juli 1986                            | 194             |
| Einfriedung                                                   | Einfriedung | Lockhauser Straße 6 Karte                                              | aus der Bauzeit | 1895/1896                                                    | 2. März 1994                             | 194             |
| weitere Bilder                                                | Hofanlage | Löhner Straße 41 Karte                                                 | Vier-Ständer-Bau von 1848, Nebengebäude um 1842 und Grundstückseinfriedung                                                                         | 1842/1848                                                    | 27. April 1994                           | 401             |
| Fachwerkhaus                                                  | Fachwerkhaus | Löhner Straße 137 Karte                                                | Vier-Ständer-Kotten | um 1801                                                      | 30. Juni 1993                            | 383             |
| Fachwerkkotten                                                | Fachwerkkotten | Löhner Straße 179 Karte                                                | | 1834                                                         | 22. November 1988                        | 265             |
| Villa                                                         | Villa | Löhrstraße 1 Karte                                                     | Fassadengestaltung | um 1800                                                      | 4. November 1981                         | 29              |
| Fachwerkgiebelhaus                                            | Fachwerkgiebelhaus                                                                                                | Löhrstraße 3 Karte                                                     | Fachwerk | 1639                                                         | 30. Juni 1982                            | 41              |
| weitere Bilder                                                | Fachwerktraufenhaus                                                                                               | Löhrstraße 5 Karte                                                     | Querdeele, steinerner Torbogen | 1648                                                         | 4. November 1981                         | 30              |
| Fassade                                                       | Fassade | Löhrstraße 6 Karte                                                     | spätklassizistische Fassade | Ende 19. Jahrhundert                                         | 22. Juni 1983                            | 61              |
| Giebelhaus                                                    | Giebelhaus | Löhrstraße 8 Karte                                                     | Schwebegiebel, Fassade | um 1890                                                      | 29. Mai 1985                             | 134             |
| Wohnhaus und beide seitlich anschließenden Einfriedungsmauern | Wohnhaus und beide seitlich anschließenden Einfriedungsmauern                                                     | Löhrstraße 9 Karte                                                     | Pfarrhaus | 1914/1915                                                    | 28. August 2008                          | 477             |
| Giebelhaus                                                    | Giebelhaus | Löhrstraße 11 Karte                                                    | Verschieferung | 17./18. Jahrhundert                                          | 30. Juni 1982                            | 40              |
| Fachwerkgiebelhaus                                            | Fachwerkgiebelhaus                                                                                                | Löhrstraße 13 Karte                                                    | spätklassizistische Fassade | 18. Jahrhundert                                              | 29. Mai 1985                             | 135             |
| weitere Bilder                                                | Möbelhaus | Luisenstraße 1 Karte                                                   | technisches Denkmal | um 1900                                                      | 21. Juni 1988                            | 229             |
| weitere Bilder                                                | Wohn- und Wirtschaftsgebäude einschließlich Einfriedung                                                           | Lübbecker Straße 121 Karte                                             | Hofhaus in Steinbauweise | Ende 19. Jahrhundert                                         | 21. Juni 1995                            | 426             |
| weitere Bilder                                                | Fachwerkgebäude                                                                                                   | Lübbecker Straße 193                                                   | Zweiständerhallenhaus | 1716                                                         | 14. September 2005                       | 468             |
| BW                                                            | Wohn- und Geschäftshaus, Fassade                                                                                  | Lübberstraße 19/19a Karte                                              | | 1888                                                         | 22. August 1989                          | 299             |
| BW                                                            | Fachwerkgiebelhaus                                                                                                | Lübberstraße 23 Karte                                                  | | 2. Hälfte 18. Jahrhundert                                    | 17. April 1985                           | 120             |
| BW                                                            | Ladenausstattung/Eingangsbereich                                                                                  | Lübberstraße 23 Karte                                                  | Jugendstil |                                                              | 28. Oktober 1992                         | 120             |
| BW                                                            | Wohn- und Geschäftshaus einschl. Hinterhaus                                                                       | Lübberstraße 25/27 Karte                                               | Fachwerk, 18. Jahrhundert | 1927 Hinterhaus aus dem 17. Jh.                              | 16. Mai 2013                             | 485             |
| BW                                                            | Wohn- und Geschäftshaus                                                                                           | Lübberstraße 26 Karte                                                  | Fachwerk | 18. Jahrhundert                                              | 17. April 1985                           | 121             |
| BW                                                            | Wohn- und Geschäftshaus, Fassade                                                                                  | Lübberstraße 28/30 Karte                                               | Renaissance | um 1900                                                      | 17. April 1985                           | 122             |
| BW                                                            | Wohn- und Geschäftshaus, Fassade                                                                                  | Lübberstraße 29 Karte                                                  | Klassizismus | um 1890                                                      | 22. August 1989                          | 300             |
| weitere Bilder                                                | Neustädter Rathaus                                                                                                | Lübberstraße 31 Karte                                                  | Renaissancegiebel | um 1600                                                      | 30. Juni 1982                            | 39              |
| weitere Bilder                                                | Steinernes Giebelhaus                                                                                             | Lübbertorwall 1 Karte                                                  | reiche Architekturformen | 1897                                                         | 21. März 1984                            | 65              |
| weitere Bilder                                                | Villa | Lübbertorwall 6 Karte                                                  | Fenster, Fassade | 1889                                                         | 22. November 1988                        | 250             |
| Villa                                                         | Villa | Lübbertorwall 7 Karte                                                  | | um 1893                                                      | 10. November 1993                        | 391             |
| weitere Bilder                                                | Wohnhaus | Lübbertorwall 8 Karte                                                  | Klassizismus | 1887, 1917 erweitert (Mittelerker)                           | 22. August 1989                          | 287             |
| weitere Bilder                                                | Villa | Lübbertorwall 12 Karte                                                 | Neobarock | 1891                                                         | 22. August 1989                          | 288             |
| weitere Bilder                                                | Wohnhaus | Lübbertorwall 14 Karte                                                 | | 1884, 1915 erweitert                                         | 10. November 1993                        | 392             |
| weitere Bilder                                                | Wohnhaus | Lübbertorwall 16 Karte                                                 | Klassizismus | 1888                                                         | 22. November 1988                        | 251             |
| weitere Bilder                                                | Wohnhaus | Lübbertorwall 18 Karte                                                 | Neobarock | 1893                                                         | 22. November 1988                        | 252             |
| Wohnhaus                                                      | Wohnhaus | Lüderitzstraße 2 Karte                                                 | Expressionismus | 1927/1928                                                    | 22. August 1989                          | 306             |
| BW                                                            | Wohnhaus | Lüderitzstraße 4 Karte                                                 | hohes Wölbdach | 1927/1928                                                    | 3. Juni 1986                             | 183             |
| Fachwerktraufenhaus                                           | Fachwerktraufenhaus                                                                                               | Mausefalle 2 Karte                                                     | | 19. Jahrhundert                                              | 6. Juni 1989                             | 277             |
| Fachwerktraufenhaus                                           | Fachwerktraufenhaus                                                                                               | Mausefalle 4 Karte                                                     | Fachwerk | 1660                                                         | 13. März 1985                            | 102             |
| BW                                                            | Fachwerktraufenhaus                                                                                               | Meierstraße 2 Karte                                                    | Fachwerk | 1660                                                         | 28. November 1984                        | 83              |
| weitere Bilder                                                | Wohn- und Geschäftshaus, Fassade                                                                                  | Mindener Straße 1 Karte                                                | | 1910                                                         | 22. August 1989                          | 284             |
| weitere Bilder                                                | Wohn- und Geschäftshaus                                                                                           | Mindener Straße 2b Karte                                               | Erker, Zwerchhaus | 1908/1909                                                    | 3. Juni 1986                             | 184             |
| weitere Bilder                                                | Wohn- und Geschäftshaus                                                                                           | Mindener Straße 5 Karte                                                | Spätklassizismus | 1894/1895                                                    | 3. Juni 1986                             | 185             |
| weitere Bilder                                                | Villa | Mindener Straße 8 Karte                                                | neobarocke Architekturformen | Ende 19. Jahrhundert                                         | 30. Juni 1982                            | 42              |
| weitere Bilder                                                | Wohn- und Geschäftshaus                                                                                           | Mindener Straße 9 Karte                                                | Zwerchhaus | 1903                                                         | 22. August 1989                          | 307             |
| weitere Bilder                                                | Stadttheater | Mindener Straße 11                                                     | | 1960/1961                                                    | 23. November 2005                        | 469             |
| weitere Bilder                                                | Grundschule | Mindener Straße 98 Karte                                               | Backsteinbau | 1898                                                         | 3. Juni 1986                             | 186             |
| BW                                                            | Wohnhaus | Mönchstraße 1 Karte                                                    | Zwerchhaus | 2. Hälfte 19. Jahrhundert                                    | 13. März 1985                            | 103             |
| BW                                                            | Einfriedung | Mönchstraße 1 Karte                                                    | | 2. Hälfte 19. Jahrhundert                                    | 11. April 2002                           | 103-1a          |
| BW                                                            | Wohnhaus, Fassade                                                                                                 | Mönchstraße 5 Karte                                                    | Fassadengestaltung | Mitte 19. Jahrhundert                                        | 13. März 1985                            | 104             |
| BW                                                            | Gartenpavillon | Mühlengasse 3 Karte                                                    | Gesamtkonzeption | 1920                                                         | 29. Mai 1985                             | 136             |
| BW                                                            | Industriebau | Mühlengasse 6 Karte                                                    | Teil der Radewiger Mühle | um 1890                                                      | 22. November 1988 gelöscht               | 260             |
| Altstädter Brunnen                                            | Altstädter Brunnen                                                                                                | Münsterkirchplatz Karte                                                | geschmiedeter Baldachin | 1616                                                         | 4. November 1981                         | 10              |
| weitere Bilder                                                | Volkshochschule                                                                                                   | Münsterkirchplatz 1 Karte                                              | Neorenaissancefassade | 1894/1896                                                    | 21. März 1984                            | 62              |
| weitere Bilder                                                | Kantorhaus | Münsterkirchplatz 2 Karte                                              | Fachwerk | um 1490                                                      | 4. November 1981                         | 8               |
| Begrenzungsmauer                                              | Begrenzungsmauer                                                                                                  | Münsterkirchplatz 3 Karte                                              | Kirchhofbegrenzung | um 1600                                                      | 12. Februar 1991                         | 368             |
| weitere Bilder                                                | Münsterkirche | Münsterkirchplatz 4 Karte                                              | spätromanisch | vermutlich von 1220 bis 1250                                 | 4. November 1981                         | 1               |
| BW                                                            | Nivellementpunkt                                                                                                  | Münsterkirchplatz 4 Karte                                              | Höhenmarke | 1923                                                         | 28. Oktober 1992                         | 1               |
| weitere Bilder                                                | Wolderuskapelle                                                                                                   | Münsterkirchplatz 6 Karte                                              | schlichter Saalbau | 1735                                                         | 4. November 1981                         | 7               |
| BW                                                            | Ehemalige Handelsschule                                                                                           | Münsterkirchplatz 7 Karte                                              | Stuckornamentik | 1900                                                         | 28. November 1984                        | 76              |
| weitere Bilder                                                | Neustädter Brunnen                                                                                                | Neuer Markt Karte                                                      | steinerner Baldachin | 1599                                                         | 4. November 1981                         | 11              |
| weitere Bilder                                                | Johanniskirche | Neuer Markt 1 Karte                                                    | gotische Hallenkirche | Mitte 14. Jahrhundert                                        | 4. November 1981                         | 3               |
| weitere Bilder                                                | Wulferthaus | Neuer Markt 2 Karte                                                    | Renaissancetreppengiebel | 1560/1579                                                    | 4. November 1981                         | 24              |
| Wohn- und Geschäftshaus, Fassade                              | Wohn- und Geschäftshaus, Fassade                                                                                  | Neuer Markt 3 Karte                                                    | Eckerker | Ende 19. Jahrhundert                                         | 17. April 1985                           | 123             |
| BW                                                            | Stuckdecke im Erdgeschoss einschließlich Unter- bzw. Stützkonstruktion sowie die Raumstrukturen der Obergeschosse | Neuer Markt 3 Karte                                                    | |                                                              | 1. März 1995                             | 123             |
| weitere Bilder                                                | Fachwerkgiebelhaus                                                                                                | Neuer Markt 5 Karte                                                    | Schnitzereien | um 1575                                                      | 4. November 1981                         | 25              |
| BW                                                            | Fachwerkgiebelhaus                                                                                                | Neuer Markt 6 Karte                                                    | Fachwerk | 18. Jahrhundert                                              | 17. April 1985                           | 124             |
| weitere Bilder                                                | Fachwerkgiebelhaus                                                                                                | Neuer Markt 7                                                          | Fachwerk | 1696                                                         | 30. Juni 1982                            | 43              |
| BW                                                            | Bahnüberführung                                                                                                   | Niederstraße Karte                                                     | Gesamtlösung | 19./20. Jahrhundert                                          | 11. Juni 1990                            | 339             |
| BW                                                            | Straßenüberführung                                                                                                | Niederstraße Karte                                                     | Gesamtlösung | 19./20. Jahrhundert                                          | 28. Oktober 1992                         | 376             |
| weitere Bilder                                                | Hof „Höner zu Siederdissen“                                                                                       | Oldinghauser Straße 41 Karte                                           | Fachwerkhofhaus | 1860                                                         | 12. Dezember 1989                        | 325             |
| weitere Bilder                                                | Fachwerkscheune                                                                                                   | Oldinghauser Straße 47 Karte                                           | Querdeele | um 1890                                                      | 6. März 1991                             | 353             |
| weitere Bilder                                                | Fachwerkhofgebäude                                                                                                | Oldinghauser Straße 49 Karte                                           | Vierständerhofhaus, Fleetfenster | 1823                                                         | 27. November 1991                        | 364             |
| weitere Bilder                                                | Verwaltungsgebäude                                                                                                | Oetinghauser Weg 85 Karte                                              | Treppenhaus | 1957                                                         | 22. November 1988                        | 261             |
| BW                                                            | Wohnhaus | Pagenmarkt 10 Karte                                                    | Jugendstilformen | 1908                                                         | 22. November 1988                        | 254             |
| Villa (Hochschule für Kirchenmusik)                           | Villa (Hochschule für Kirchenmusik)                                                                               | Parkstraße 6–8 Karte                                                   | Erker, Säulen, Girlanden | 1889                                                         | 17. Januar 1989                          | 269             |
| BW                                                            | Wohnhaus einschließlich Einfriedung                                                                               | Parkstraße 13 Karte                                                    | Holzhaus, „Forsthausstil“, 1927 und Einfriedung, 1957                                                                                              | 1927                                                         | 21. Juni 1995                            | 425             |
| weitere Bilder                                                | Fachwerktraufenhaus                                                                                               | Petersilienstraße 1 Karte                                              | Querdeele | 18. Jahrhundert                                              | 4. November 1981                         | 26              |
| BW                                                            | Gemeindehaus | Petersilienstraße 3 Karte                                              | Zwerchhaus | 1840                                                         | 28. Oktober 1992                         | 374             |
| weitere Bilder                                                | Weddigenhaus (Frühherrenhaus)                                                                                     | Petersilienstraße 3a Karte                                             | Dreistaffelgiebel, Portal | 1591                                                         | 4. November 1981                         | 21              |
| Wohnhaus                                                      | Wohnhaus | Pöppelmannwall 6 Karte                                                 | neoklassizistische Fassadengestaltung | 1896                                                         | 11. Dezember 1985                        | 163             |
| Wohnhaus                                                      | Wohnhaus | Pöppelmannwall 8 Karte                                                 | Eckrisalit | 1895                                                         | 18. April 1989                           | 273             |
| Einfriedung                                                   | Einfriedung | Pöppelmannwall 8 Karte                                                 | aus der Bauzeit | 1895                                                         | 7. November 1990                         | 273             |
| Wohnhaus einschließlich Einfriedung                           | Wohnhaus einschließlich Einfriedung                                                                               | Pöppelmannwall 15 Karte                                                | Späthistorismus | 1914                                                         | 16. Mai 2013                             | 484             |
| Wohnhaus einschließlich Garage und Einfriedung                | Wohnhaus einschließlich Garage und Einfriedung                                                                    | Pöppelmannwall 16 Karte                                                | Heimatstilarchitektur | 1935                                                         | 28. August 2008                          | 476             |
| Wohnhaus                                                      | Wohnhaus | Pöppelmannwall 28 Karte                                                | Backsteingliederung | 1929                                                         | 22. November 1988                        | 244             |
| Traufenhaus                                                   | Traufenhaus | Radewiger Straße 2–4 Karte                                             | Stuckzier | 1830/1840                                                    | 20. Juni 1982                            | 44              |
| Wohn- und Geschäftshaus                                       | Wohn- und Geschäftshaus                                                                                           | Radewiger Straße 10 Karte                                              | Neobarock | 1896                                                         | 29. Mai 1985                             | 138             |
| weitere Bilder                                                | Jakobikirche | Radewiger Straße 12 Karte                                              | gotische Hallenkirche | um 1240                                                      | 4. November 1981                         | 4               |
| Wohn- und Geschäftshaus                                       | Wohn- und Geschäftshaus                                                                                           | Radewiger Straße 13 Karte                                              | barocke Formen | 1915                                                         | 29. Mai 1985                             | 139             |
| Wohn- und Geschäftshaus                                       | Wohn- und Geschäftshaus                                                                                           | Radewiger Straße 14 Karte                                              | malerisch-altdeutsche Architektur | um 1906                                                      | 2. März 1994                             | 398             |
| Wohn- und Geschäftshaus                                       | Wohn- und Geschäftshaus                                                                                           | Radewiger Straße 16 Karte                                              | Schaufenster | um 1920                                                      | 29. Mai 1985                             | 140             |
| weitere Bilder                                                | Fachwerkgiebelhaus                                                                                                | Radewiger Straße 17 Karte                                              | Schnitzereien | um 1646                                                      | 29. Mai 1985                             | 45              |
| Wohn- und Geschäftshaus                                       | Wohn- und Geschäftshaus                                                                                           | Radewiger Straße 21 Karte                                              | Zwerchgiebel | 1890                                                         | 29. Mai 1985                             | 141             |
| BW                                                            | Wohn- und Geschäftshaus                                                                                           | Radewiger Straße 23 Karte                                              | Fachwerk | um 1639                                                      | 29. Mai 1985                             | 142             |
| Wohn- und Geschäftshaus, Fassade                              | Wohn- und Geschäftshaus, Fassade                                                                                  | Radewiger Straße 24 Karte                                              | Spätklassizismus | um 1870                                                      | 22. August 1989                          | 311             |
| Großes Steinhaus                                              | Großes Steinhaus                                                                                                  | Radewiger Straße 25 Karte                                              | Fachwerkaufbau | 16. Jahrhundert                                              | 30. Juni 1982                            | 46              |
| BW                                                            | Saalflügelbau | Radewiger Straße 25 Karte                                              | | 1639                                                         | 7. November 1990                         | 46              |
| Giebelhaus                                                    | Giebelhaus | Radewiger Straße 26 Karte                                              | Treppengiebel, Spitzbogenfenster | 1870/1872                                                    | 21. März 1984                            | 63              |
| Fachwerktraufenhaus                                           | Fachwerktraufenhaus                                                                                               | Radewiger Straße 27 Karte                                              | Schnitzereien | 1645                                                         | 30. Juni 1982                            | 47              |
| Wohn- und Geschäftshaus                                       | Wohn- und Geschäftshaus                                                                                           | Radewiger Straße 28 Karte                                              | verschiefertes Obergeschoss | 18. Jahrhundert                                              | 29. Mai 1985                             | 143             |
| Steinhaus                                                     | Steinhaus | Radewiger Straße 33 Karte                                              | Fassadengestaltung | 17./18. Jahrhundert                                          | 30. Juni 1982                            | 48              |
| steinernes Giebelhaus                                         | steinernes Giebelhaus                                                                                             | Radewiger Straße 35 Karte                                              | Fachwerkteile | 1555                                                         | 30. Juni 1982                            | 49              |
| weitere Bilder                                                | Rathaus | Rathausplatz 1 Karte                                                   | Gesamterscheinung | 1913/1916                                                    | 4. November 1981                         | 12              |
| Markthalle                                                    | Markthalle | Rathausplatz 2                                                         | Gesamterscheinung | 1913/1916                                                    | 4. November 1981                         | 13              |
| BW                                                            | Wohn- und Geschäftshaus                                                                                           | Rennstraße 18 Karte                                                    | Historismus | um 1897                                                      | 17. August 1994                          | 415             |
| Fachwerktraufenhaus                                           | Fachwerktraufenhaus                                                                                               | Rennstraße 32 Karte                                                    | Giebelfront | 1656                                                         | 4. November 1981                         | 27              |
| BW                                                            | Wohn- und Geschäftshaus, Fassade                                                                                  | Rennstraße 34a Karte                                                   | Neobarock | Ende 19. Jahrhundert                                         | 13. März 1985                            | 105             |
| BW                                                            | Wohn- und Geschäftshaus                                                                                           | Rennstraße 43 Karte                                                    | Schaufenster | um 1900                                                      | 13. März 1985                            | 106             |
| weitere Bilder                                                | Wohn- und Geschäftshaus                                                                                           | Rennstraße 50 Karte                                                    | Schaufenster, Fassade | 1892/1893                                                    | 13. März 1985                            | 107             |
| Fachwerkhaus                                                  | Fachwerkhaus | Renntorwallstraße 4 Karte                                              | Gadem | 18. Jahrhundert                                              | 7. November 1990                         | 343             |
| Fachwerkhaus                                                  | Fachwerkhaus | Renntorwallstraße 6 Karte                                              | Gadem | 18. Jahrhundert                                              | 7. November 1990                         | 344             |
| Fachwerktraufenhaus                                           | Fachwerktraufenhaus                                                                                               | Renntorwallstraße 19 Karte                                             | | 2. Hälfte 16. Jahrhundert                                    | 13. März 1985                            | 108             |
| Fachwerktraufenhaus                                           | Fachwerktraufenhaus                                                                                               | Renntorwallstraße 21 Karte                                             | | 2. Hälfte 16. Jahrhundert                                    | 28. November 1984                        | 80              |
| weitere Bilder                                                | Kirchengebäude | Renntorwallstraße 23 Karte                                             | neogotischer Saalkirchenbau |                                                              | 13. März 1985                            | 109             |
| Einfriedung                                                   | Einfriedung | Renntorwallstraße 23 Karte                                             | aus der Bauzeit der Kirche |                                                              | 17. August 1994                          | 109             |
| BW                                                            | Wohnhaus | Salzufler Straße 1 Karte                                               | reiche Fassadengliederung | 1890                                                         | 11. Dezember 1985                        | 160             |
| BW                                                            | Villa | Salzufler Straße 14 Karte                                              | Gründerzeit | 1908                                                         | 5. Juni 1990                             | 332             |
| BW                                                            | Wohnhaus | Salzufler Straße 15 Karte                                              | klassizistische Formgebung | 1889                                                         | 22. November 1988                        | 255             |
| BW                                                            | Villa und Einfriedung                                                                                             | Salzufler Straße 19 Karte                                              | Klassizismus | 19. Jahrhundert                                              | 7. November 1990                         | 345             |
| BW                                                            | Villa | Salzufler Straße 36 Karte                                              | Gründerzeit | 1901                                                         | 22. August 1989 gelöscht                 | 308             |
| BW                                                            | Heuerlingshaus | Salzufler Straße 263 Karte                                             | Fachwerk | 1864                                                         | 3. Juni 1986                             | 187             |
| BW                                                            | Fachwerkhaus | Schellerholz 34 Karte                                                  | Fachwerk | Mitte 19. Jahrhundert                                        | 11. Januar 1988                          | 236             |
| weitere Bilder                                                | Schiller-Denkmal                                                                                                  | Schillerstraße Karte                                                   | Gedenkstein zu Ehren Schillers | 1905 und 1956                                                | 6. März 1996                             | 439             |
| Pavillon                                                      | Pavillon | Schillerstraße 3                                                       | Neobarock, oktogonaler Grundriss | 1919                                                         | 22. August 1989                          | 309             |
| weitere Bilder                                                | Wohnhaus | Schillerstraße 7                                                       | Klassizismus, Palazzotyp | 1908                                                         | 22. August 1989                          | 317             |
| weitere Bilder                                                | Wohnhaus | Schillerstraße 15 Karte                                                | Eingang, Rundbogenfenster | Ende 19. Jahrhundert                                         | 3. Juni 1986                             | 188             |
| BW                                                            | Schulgebäude | Schulwall 5 Karte                                                      | | 1887/1888 datiert                                            | 10. November 1993                        | 393             |
| BW                                                            | Schulgebäude | Schulwall 7 Karte                                                      | Fassadengliederung | um 1890                                                      | 22. November 1988                        | 256             |
| BW                                                            | Villa | Schützenstraße 3 Karte                                                 | Klassizismus | 1891                                                         | 22. August 1989                          | 295             |
| BW                                                            | Wohnhaus | Schützenstraße 4 Karte                                                 | Eckrisalit, Säulen | 1890                                                         | 22. November 1988                        | 245             |
| BW                                                            | Heuerlingshaus | Senderstraße 15 Karte                                                  | Ensemble Hofanlage | 1865                                                         | 13. August 1985                          | 150             |
| weitere Bilder                                                | Hofanlage | Senderstraße 23 Karte                                                  | Haupthaus, datiert 1769 mit Erweiterung aus dem 19. Jahrhundert, mit mehreren Nebengebäuden aus der Zeit um 1800 mit Einfriedung, Löschwasserteich | 1769, um 1800                                                | 27. April 1994                           | 402             |
| weitere Bilder                                                | Wohn- und Geschäftshaus                                                                                           | Sophienstraße 1a Karte                                                 | Eckturm, Jugendstil | 1901/1902                                                    | 25. Februar 1989                         | 167             |
| BW                                                            | Fachwerkenes Wohn- und Wirtschaftsgebäude                                                                         | Stedefreunder Straße 31 Karte                                          | |                                                              | 5. Dezember 2019                         | 490             |
| weitere Bilder                                                | Schulgebäude | Stedefreunder Straße 48 Karte                                          | Malerische Formensprache | um 1900                                                      | 13. September 1995                       | 432             |
| Steintorbrücke                                                | Steintorbrücke | Steinstraße Karte                                                      | technisches Denkmal | 1808/1809                                                    | 18. April 1989                           | 272             |
| Wohn- und Geschäftshaus                                       | Wohn- und Geschäftshaus                                                                                           | Steinstraße 1                                                          | Neorenaissanceornamentik | 1896                                                         | 17. Januar 1989                          | 267             |
| Wohn- und Geschäftshaus                                       | Wohn- und Geschäftshaus                                                                                           | Steinstraße 2                                                          | Spätklassizismus | um 1870                                                      | 29. Mai 1985                             | 144             |
| Geschäftshaus                                                 | Geschäftshaus | Steinstraße 3 Karte                                                    | verschieferte Fachwerkfassade | Ende 18. Jahrhundert                                         | 29. Mai 1985                             | 145             |
| Wohn- und Geschäftshaus                                       | Wohn- und Geschäftshaus                                                                                           | Steinstraße 11/13 Karte                                                | Giebel, Erker | 1900                                                         | 29. Mai 1985                             | 146             |
| Fachwerkgiebelhaus                                            | Fachwerkgiebelhaus                                                                                                | Steinstraße 17 Karte                                                   | Schnitzereien | 1639                                                         | 30. Juni 1982                            | 50              |
| BW                                                            | Wohnhaus | Steintorwall 13a Karte                                                 | Klassizismus | 1890                                                         | 22. November 1988 gelöscht               | 257             |
| BW                                                            | Wohnhaus | Steinweg 1 Karte                                                       | Jugendstilvilla | um 1901                                                      | 17. August 1994                          | 411             |
| BW                                                            | Wohnhaus | Steinweg 3 Karte                                                       | Heimatstilarchitektur | um 1937                                                      | 17. August 1994                          | 412             |
| BW                                                            | Wohnhaus | Steinweg 7 Karte                                                       | Sandstein mit Fachwerkdekor | um 1890                                                      | 17. August 1994                          | 409             |
| BW                                                            | Fachwerkhaus | Steinweg 13 Karte                                                      | Dreiständerhaus | 19. Jahrhundert                                              | 27. November 1991                        | 365             |
| BW                                                            | Villa | Stiftbergstraße 21 Karte                                               | Spätklassizismus | 1893                                                         | 28. November 1984                        | 82              |
| Fachwerktraufenhaus                                           | Fachwerktraufenhaus                                                                                               | Stiftbergstraße 23 Karte                                               | verputztes Fachwerk | um 1800                                                      | 22. Juni 1983                            | 56              |
| BW                                                            | Fachwerkwohnhaus                                                                                                  | Stiftbergstraße 27 Karte                                               | Haus der Stiftskurie | um 1792                                                      | 29. November 2000                        | 456             |
| BW                                                            | Fachwerkwohnhaus                                                                                                  | Stiftbergstraße 29 Karte                                               | kurzes Vierständerhallenhaus | datiert 1832                                                 | 7. Juni 2000                             | 454             |
| BW                                                            | Gemeindehaus (Ernst-Lohmeyer-Haus)                                                                                | Stiftbergstraße 30 Karte                                               | | datiert 1932                                                 | 7. Juni 2000                             | 455             |
| weitere Bilder                                                | Marienkirche | Stiftbergstraße 32 Karte                                               | hochgotische Kirche | 1. Viertel 14. Jahrhundert                                   | 4. November 1981                         | 2               |
| BW                                                            | Ausstattungsgegenstände der Marienkirche                                                                          | Stiftbergstraße 32 Karte                                               | |                                                              | 25. Oktober 2007                         | 2               |
| weitere Bilder                                                | Fachwerkhaus | Stiftbergstraße 33 Karte                                               | Wappen, Inschriften | Mitte 18. Jh.                                                | 30. Juni 1982                            | 51              |
| Fachwerkscheune                                               | Fachwerkscheune                                                                                                   | Stiftbergstraße 37 Karte                                               | Fachwerk, Mitteldeele | 1802                                                         | 28. November 1984                        | 81              |
| weitere Bilder                                                | Bismarckturm | Stuckenberg Karte                                                      | Gedenk- und Aussichtsturm |                                                              | 2. Juli 1992                             | 373             |
| BW                                                            | Hofanlage | Talstraße 79 Karte                                                     | | Haupthaus um 1820, Scheunengebäude um 1905                   | 1. März 1995                             | 416             |
| weitere Bilder                                                | Fachwerkkötterhaus                                                                                                | Teichstraße 44 Karte                                                   | Durchgangsdeelenhaus, Deelentor | 1823                                                         | 5. Juni 1991                             | 362             |
| BW                                                            | Hofanlage | Tiefer Weg 34 Karte                                                    | | Haupthaus um 1822, Scheunengebäude Ende des 19. Jahrhunderts | 2. März 1994                             | 399             |
| weitere Bilder                                                | Fachwerkhaus | Tribenstraße 8 Karte                                                   | geschnitzte Knaggen, Haustür | um 1520/1525                                                 | 30. Juni 1982                            | 52              |
| Friedenskirche                                                | Friedenskirche | Turmstraße 53 Karte                                                    | schlichter Jugendstil | 1914/1915                                                    | 30. Juni 1982                            | 31              |
| BW                                                            | Wohnhaus | Unter den Linden 3 Karte                                               | neobarocke Fassade | 1912                                                         | 22. November 1988                        | 241             |
| BW                                                            | Wohnhaus | Unter den Linden 9 Karte                                               | spätklassizistische Fassade | 1890                                                         | 22. November 1988                        | 242             |
| BW                                                            | Villa | Unter den Linden 11 Karte                                              | Eklektizismus | 1902                                                         | 22. August 1989                          | 294             |
| BW                                                            | Wohnhaus | Unter den Linden 13 Karte                                              | Neues Bauen | 1928                                                         | 17. Februar 1993                         | 378             |
| BW                                                            | Wohnhaus | Unter den Linden 18 Karte                                              | Eckrisalit, Fensterrahmung | 1888/1889                                                    | 22. November 1988                        | 240             |
| weitere Bilder                                                | Logengebäude | Unter den Linden 34 Karte                                              | | erbaut um 1906 und 1924                                      | 27. April 1994                           | 403             |
| BW                                                            | Wohnhaus | Unter den Linden 35 Karte                                              | Fassadengestaltung, Windfang | 1894                                                         | 22. November 1988                        | 243             |
| Wohnhaus                                                      | Wohnhaus | Unter den Linden 40 Karte                                              | Expressionismus | 1927                                                         | 12. Dezember 1989                        | 324             |
| BW                                                            | Einfriedung | Unter den Linden 40 Karte                                              | Tor, Pfeiler |                                                              | 12. Februar 1992                         | 324             |
| BW                                                            | ehemalige „Höhere Töchterschule“                                                                                  | Unter den Linden 41 Karte                                              | Schulbau | um 1880 errichtet                                            | 27. November 1996                        | 442             |
| BW                                                            | Herta-Brücke | Unter den Linden Karte                                                 | Brückenbauwerk | 1897                                                         | 3. Juni 1998                             | 449             |
| weitere Bilder                                                | Fachwerkhaus | Vahrenbrede 3 Karte                                                    | Fachwerk | 1667                                                         | 8. August 1990                           | 336             |
| BW                                                            | Fachwerkhaus | Vahrenbrede 57 Karte                                                   | Dreiständerkotten | um 1700                                                      | 10. November 1993                        | 394             |
| Wohnhaus                                                      | Wohnhaus | Veilchenstraße 5                                                       | Jugendstil | 1911                                                         | 13. Februar 1991                         | 350             |
| Wohnhaus                                                      | Wohnhaus | Veilchenstraße 8                                                       | Mittelrisalit, Stuckzier | 1895                                                         | 3. Juni 1986                             | 189             |
| Wohnhaus                                                      | Wohnhaus | Veilchenstraße 10                                                      | Erker, Stuckreliefs | 1897                                                         | 8. Dezember 1987                         | 212             |
| Wohnhaus                                                      | Wohnhaus | Veilchenstraße 15 Karte                                                | geschweifter Giebel, ovale Fenster | 1920                                                         | 8. Dezember 1987                         | 213             |
| Wohnhaus                                                      | Wohnhaus | Veilchenstraße 29 Karte                                                | später Neobarock | 1936/1937                                                    | 3. Juni 1986                             | 190             |
| BW                                                            | Fachwerkhaus | Viehtriftenweg 185 Karte                                               | Hallenhaus | 1848                                                         | 5. Dezember 1990                         | 347             |
| BW                                                            | Hofanlage | Vilsendorfer Straße 42 Karte                                           | Tor, Inschrift | 1789                                                         | 8. Dezember 1987                         | 207             |
| BW                                                            | Hofanlage | Vilsendorfer Straße 62 Karte                                           | Fachwerk, Inschrift | 1794                                                         | 8. Dezember 1987                         | 208             |
| BW                                                            | Fachwerkhaus | Vinnerholzweg 18 Karte                                                 | | 1850                                                         | 5. Dezember 1990                         | 348             |
| Königin-Mathilde-Gymnasium                                    | Königin-Mathilde-Gymnasium                                                                                        | Vlothoer Straße 1 Karte                                                | wilhelminischer Stil | 1906/1908                                                    | 21. März 1984                            | 68              |
| BW                                                            | Wohnhaus | Vlothoer Straße 19 Karte                                               | Neues Bauen | 1931/1932                                                    | 13. September 1988                       | 235             |
| weitere Bilder                                                | Wohnhaus | Waltgeristraße 19 Karte                                                | Eckerker, Stuckkapitelle | 1908                                                         | 3. Juni 1986                             | 191             |
| Einfriedung                                                   | Einfriedung | Waltgeristraße 19 Karte                                                | aus der Bauzeit | 1908                                                         | 17. November 2004                        | 191             |
| Wohnhaus und Einfriedung                                      | Wohnhaus und Einfriedung                                                                                          | Weddigenufer 2 Karte                                                   | | 1913/1914                                                    | 28. August 2008                          | 474             |
| Wohnhaus und Einfriedung                                      | Wohnhaus und Einfriedung                                                                                          | Weddigenufer 4 Karte                                                   | | 1949/1954                                                    | 28. August 2008                          | 475             |
| Wohnhaus und straßenseitige Einfriedung                       | Wohnhaus und straßenseitige Einfriedung                                                                           | Weddigenufer 18 Karte                                                  | Dreifamilien-Wohnhaus | 1932/1933                                                    | 29. Mai 2008                             | 473             |
| Wohnhaus mit Garagengebäude                                   | Wohnhaus mit Garagengebäude                                                                                       | Weddigenufer 32 Karte                                                  | im Heimatstil gestaltet | 1950                                                         | 16. Mai 2013                             | 486             |
| Wohnhaus einschließlich Gartengelände                         | Wohnhaus einschließlich Gartengelände                                                                             | Weddigenufer 34 Karte                                                  | | 1926                                                         | 25. Oktober 2007                         | 470             |
| weitere Bilder                                                | Wohnhaus | Werrestraße 11 Karte                                                   | Heimatstil | um 1921/1922                                                 | 29. November 1995                        | 437             |
| weitere Bilder                                                | Fabrikgebäude | Werrestraße 65 Karte                                                   | Gebäude der ehemaligen Schokoladenfabrik Weinberg und Pförtnerloge einschließlich Begrenzungsmauer                                                 |                                                              | 12. Dezember 1992 teilweise gelöscht     | 366             |
| BW                                                            | ehemalige Gasübernahmestation                                                                                     | Werrestraße 101/103 Karte                                              | | 1908/1909 und später                                         | 12. Dezember 1989                        | 323             |
| weitere Bilder                                                | Wittekind-Denkmal                                                                                                 | Wilhelmsplatz Karte                                                    | Bronze-Denkmal zu Ehren des Sachsenherzogs Widukind/Wittekind                                                                                      | 1899 und 1959                                                | 6. März 1996                             | 438             |
| weitere Bilder                                                | Villa | Wilhelmsplatz 1 Karte                                                  | Ornamentik, Belvedere-Türmchen | 1897                                                         | 8. Dezember 1987                         | 222             |
| weitere Bilder                                                | Villa | Wilhelmsplatz 2 Karte                                                  | neobarocke Formen | um 1880                                                      | 3. Juni 1986                             | 168             |
| weitere Bilder                                                | Wohnhaus | Wilhelmsplatz 5 Karte                                                  | Klassizismus | 1892                                                         | 17. Januar 1989                          | 270             |
| weitere Bilder                                                | Villa | Wilhelmsplatz 6 Karte                                                  | neoklassizistische Fassadengliederung | 1913/1914                                                    | 25. Februar 1986                         | 165             |
| weitere Bilder                                                | Wohnhaus | Wilhelmsplatz 7 Karte                                                  | Neorenaissance | 1866                                                         | 22. August 1989                          | 285             |
| weitere Bilder                                                | Villa, Fassaden                                                                                                   | Wilhelmsplatz 8 Karte                                                  | aufwändige Fassadengliederung | Ende 19. Jahrhundert                                         | 25. Februar 1986                         | 164             |
| weitere Bilder                                                | Wohnhaus | Wilhelmsplatz 9 Karte                                                  | Gründerzeit | 1919                                                         | 5. Juni 1990                             | 331             |
| weitere Bilder                                                | Petrikirche | Wilhelmsplatz 10 Karte                                                 | Zentralbau im Stil des 14. Jahrhunderts | 1902                                                         | 10. November 1993                        | 395             |
| weitere Bilder                                                | Wohnhaus | Wilhelmsplatz 11 Karte                                                 | Jugendstil | 1903                                                         | 22. August 1989                          | 286             |
| weitere Bilder                                                | Villa | Wilhelmsplatz 12 Karte                                                 | Klassizismus, Toranlage, Eckquaderung | 1889, 1890 (Toranlage), 1911 (Eckquaderung)                  | 22. August 1989                          | 310             |
| weitere Bilder                                                | Fabrikgebäude | Wittekindstraße 2                                                      | | 1911                                                         | 10. Juni 1992                            | 371             |
| weitere Bilder                                                | Wohnhaus | Wittekindstraße 4                                                      | Schmuckdekoration | 1895                                                         | 8. August 1990                           | 335             |
| weitere Bilder                                                | Verwaltungsgebäude                                                                                                | Wittekindstraße 16                                                     | Fassaden und Treppenhaus des Verwaltungsgebäudes                                                                                                   | 1926                                                         | 5. Juni 1991                             | 361             |
| weitere Bilder                                                | Wohnhaus | Wittekindstraße 20                                                     | Erker, Fachwerkdekoration | 1903                                                         | 17. Januar 1989                          | 268             |
| weitere Bilder                                                | Haus des DRK | Wittekindstraße 21 Karte                                               | Historismus | Ende 19. Jahrhundert (vor 1896)                              | 13. August 1985                          | 149             |
| BW                                                            | Fachwerkhofanlage                                                                                                 | Wullbrinkholzweg 89 Karte                                              | | Fachwerkhofhaus 1837, Fachwerknebengebäude 1856              | 5. Dezember 1990                         | 346             |
| BW                                                            | Fachwerkkotten | Zuckerbrink 62 Karte                                                   | Fachwerk | 1819                                                         | 21. Juni 1995                            | 428             |
| weitere Bilder                                                | Städtischer Friedhof „Zum Ewigen Frieden“                                                                         | Zum Ewigen Frieden Karte                                               | | eröffnet 1924                                                | 27. November 1996                        | 441             |
| BW                                                            | Fachwerkhofhaus                                                                                                   | Zur Loose 82 Karte                                                     | Fachwerk | 1643                                                         | 22. November 1988                        | 263             |
| weitere Bilder                                                | Ehemaliges Schulgebäude                                                                                           | Zur Mergelkuhle 50 Karte                                               | Wilhelminische Architektur | 1897/1898                                                    | 28. April 1993                           | 382             |

### Ehemalige Baudenkmäler
Aufgeführt werden Bauten, die zwar noch vorhanden sind, aber nicht mehr in der Denkmalliste geführt werden.

| Bild | Bezeichnung | Lage | Beschreibung | Bauzeit | Eingetragen seit | Denkmal- nummer |
| ---- | ----------- | ---- | ------------ | ------- | ---------------- | --------------- |

### Abgegangene Baudenkmäler
Verzeichnet sind Bauten, die früher unter Denkmalschutz standen, heute aber aus diversen Gründen (z. B. Brand, Abbruch) nicht mehr existieren.

| Bild                    | Bezeichnung             | Lage                        | Beschreibung | Bauzeit             | Eingetragen seit | Denkmal- nummer |
| ----------------------- | ----------------------- | --------------------------- | --- | ------------------- | --- | --------------- |
| BW                      | Fachwerkgiebelhaus      | Bielefelder Straße 2c Karte | Fachwerk, Ende 18. Jahrhundert. Abbruch nach Sturmschaden                                                              |                     | 22. August 1989 gelöscht | 316             |
| BW                      | Wohn- und Geschäftshaus | Bäckerstraße 7 Karte        | antikisierende Stilformen                                                                                              | 1878                | 21. März 1984. Ende Februar/Anfang März 2016 nach längerem Leerstand unter Beteiligung von Bürgermeister Tim Kähler abgebrochen | 69              |
| BW                      | ehemalige Fabrik Pracht | Bäckerstraße 7 Karte        | technisches Denkmal | 1909                | 21. Juni 1988, im März 2016 nach längerem Leerstand abgebrochen                                                                 | 230             |
| ehemalige Fabrik Pracht | ehemalige Fabrik Pracht | Bäckerstraße 7 Karte        | technisches Denkmal | 1926                | 21. Juni 1988, im März 2016 nach längerem Leerstand abgebrochen                                                                 | 231             |
| BW                      | Fachwerknebengebäude    | Clarenstraße 13 Karte       | | um 1840             | 10. Juni 1992 gelöscht | 372             |
|                         | Wohn- und Geschäftshaus | Höckerstraße 3              | Fachwerkgiebelhaus (verputzt), 18. Jahrhundert                                                                         |                     | 22. August 1989 gelöscht, Abbruch im November 2017.                                                                             | 297             |
| Wohn- und Geschäftshaus | Wohn- und Geschäftshaus | Höckerstraße 5              | Fachwerkbau mit schlichter Putzfront, im Kern von 1537. 1763/64 durch die Kaufmannsfamilie Sieveke umfassend umgebaut. | 1537, Umbau 1763/64 | 17. April 1985, Abbruch im November 2017                                                                                        | 117             |

## Bodendenkmäler
| Bild                     | Bezeichnung               | Lage                                  | Beschreibung                                                               | Bauzeit | Eingetragen seit      | Denkmal- nummer |
| ------------------------ | ------------------------- | ------------------------------------- | -------------------------------------------------------------------------- | ------- | --------------------- | --------------- |
| BW                       | Bodendenkmal DKZ 3818,80  | Alter Markt Karte                     | Reste des Altstädter Rathauses                                             |         | 6. März 1991 gelöscht | 355             |
| BW                       | Bodendenkmal DKZ 3817,103 | Hausheider Straße/Voßkottenholz Karte | Grabstätte der Bronze- oder vorrömischen Eisenzeit                         |         | 10. März 1994         | 404             |
| BW                       | Bodendenkmal DKZ 3818,78  | Löhrstraße Karte                      | Reste der Kaufmannssiedlung Rodewich/Radewig                               |         | 10. März 1994         | 338             |
| BW                       | Bodendenkmal DKZ 3818,84  | Luttenbergstraße Karte                | Gerichtsstätte auf dem Luttenberg                                          |         | 13. September 1995    | 435             |
| BW                       | Bodendenkmal DKZ 3818,91  | Linnenbauerplatz Karte                | „Mühlengericht“                                                            |         | 29. November 2000     | 457             |
| Bodendenkmal DKZ 3818,76 | Bodendenkmal DKZ 3818,76  | Münsterkirchplatz Karte               | Reste der Stiftsanlage des Herforder Reichsstiftes und der Nachfolgebauten |         | 13. Februar 1991      | 363             |
| BW                       | Schrewe’scher Kanal       | Münsterkirchplatz/Rathausplatz Karte  | Zuführungskanal zur ehemaligen Baumwollspinnerei                           | 1810    | 11. Oktober 1988      | 238             |
| Alter Abteibrunnen       | Alter Abteibrunnen        | Rathausplatz 1 Karte                  | Sandstein, 14. Jahrhundert                                                 |         | 11. Oktober 1988      | 237             |
| BW                       | Bodendenkmal DKZ 3818,233 | Steinstraße Karte                     | „Grüner Wenzel“                                                            |         | 12. Februar 1992      | 367             |
| BW                       | Bodendenkmal DKZ 3818,83  | Stiftbergstraße Karte                 | Stiftanlage Marienstift                                                    |         | 13. September 1995    | 434             |

## Bewegliche Denkmäler
| Bild                    | Bezeichnung                         | Lage               | Beschreibung                                  | Bauzeit | Eingetragen seit   | Denkmal- nummer |
| ----------------------- | ----------------------------------- | ------------------ | --------------------------------------------- | ------- | ------------------ | --------------- |
| Luftfahrtkennung D-5727 | Luftfahrtkennung D-5727             | Segelflugzeug K-8B | Gemischtbauweise, 1960/1961 entstanden        |         | 14. April 2011     | 1               |
|                         | Luftfahrtkennung D-8893, ex. D-1102 | Segelflugzeug Ka 2 | „Rhönschwalbe“, Holzbauweise, 1953 entstanden |         | 13. September 2012 | 2               |